# Список замків Баварії

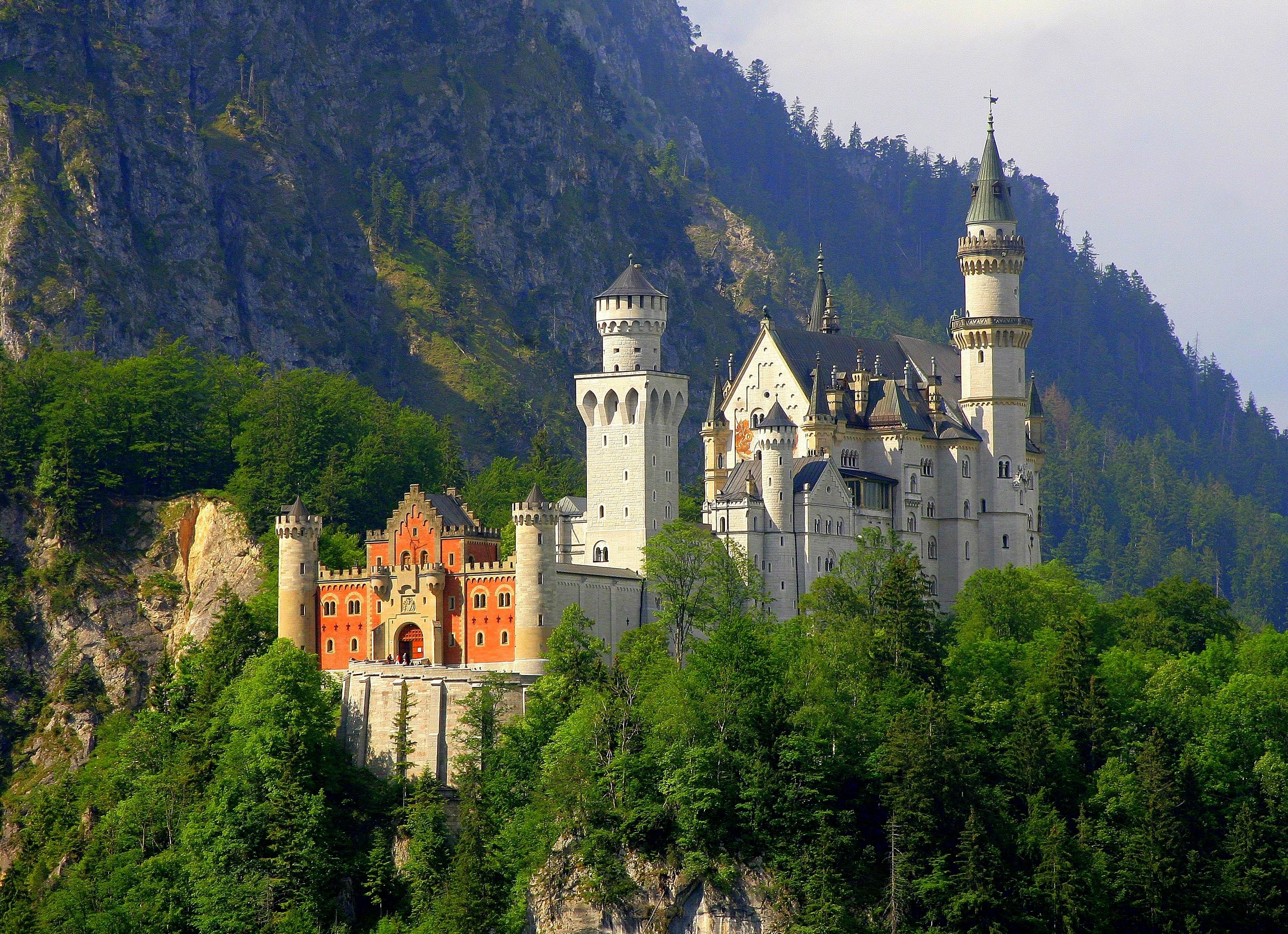
Нойшванштайн, найвідоміший замок Баварії

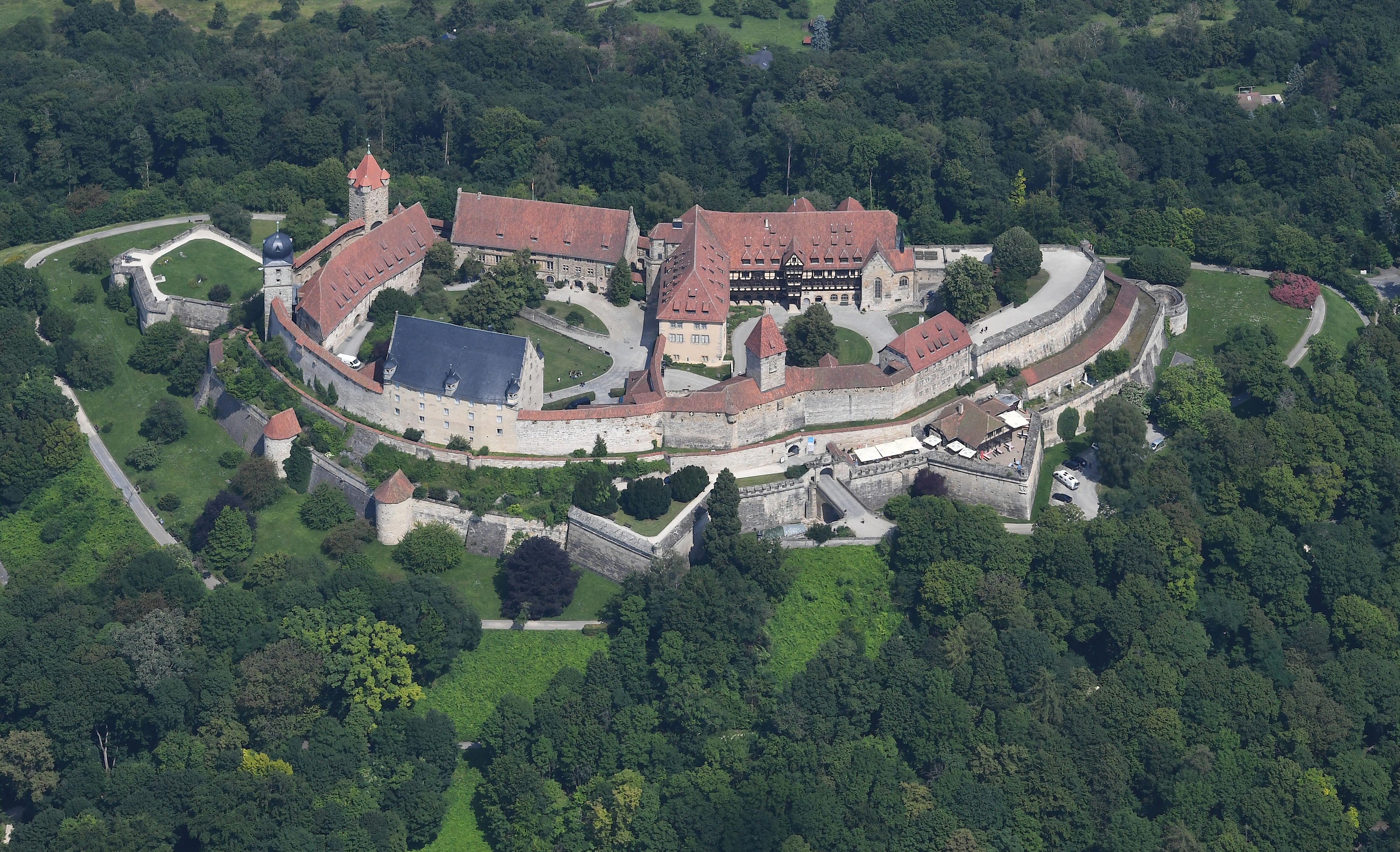
«Корона Франконії», фортеця Фесте Кобург

Список замків і палаців Баварії включає перелік історичних об'єктів південно-східної землі ФРН, у якій знаходиться близько 1900 фортець, замків, палаців, маєтків.

## Адміністративний округВерхня Баварія

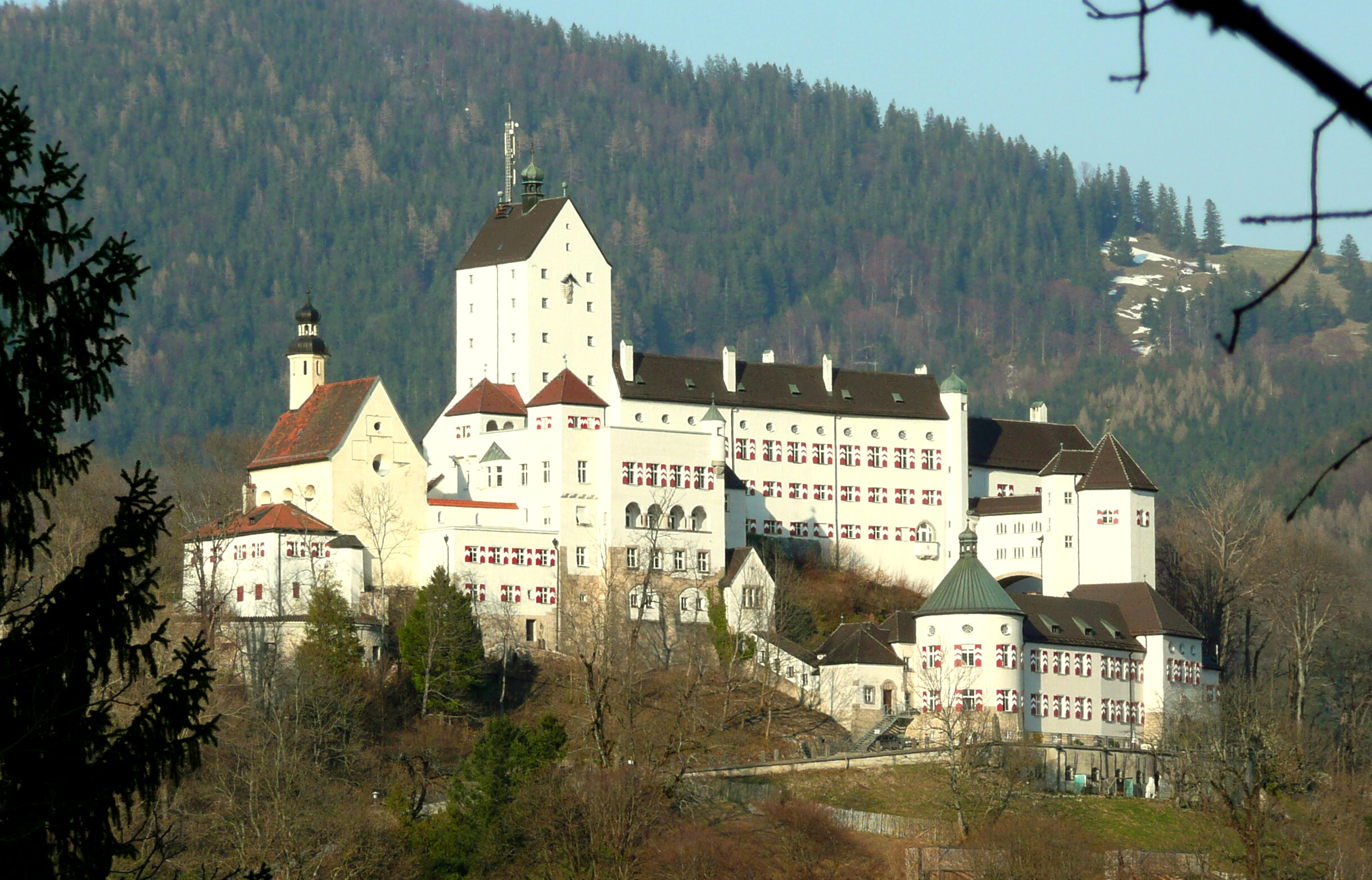
Замок Хоенашау

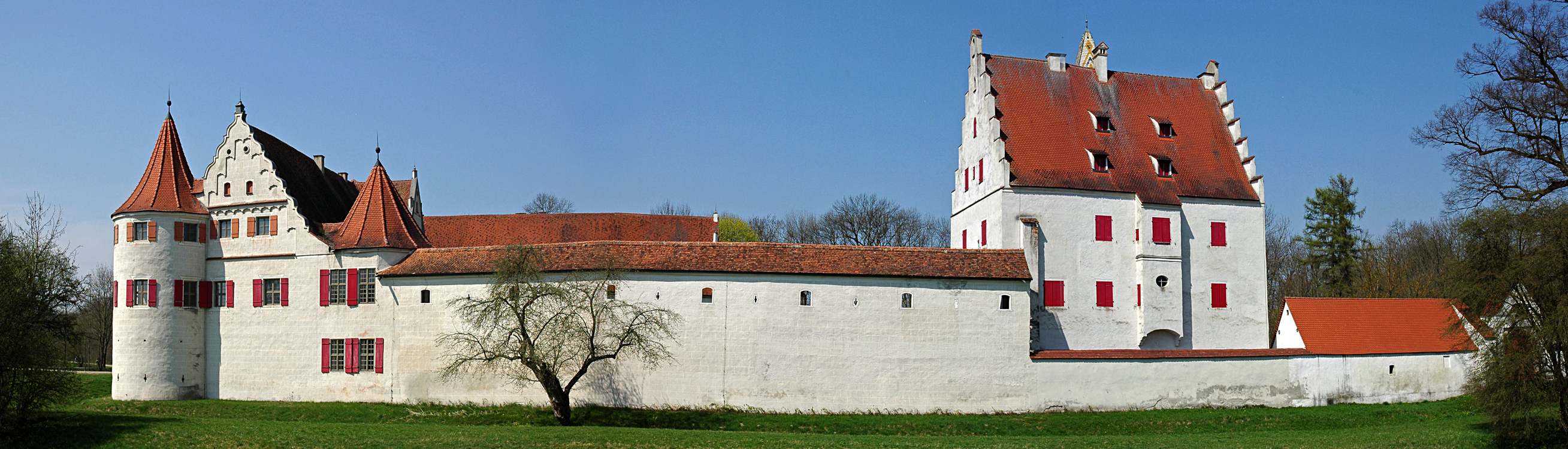
Мисливський замок Ґрюнау

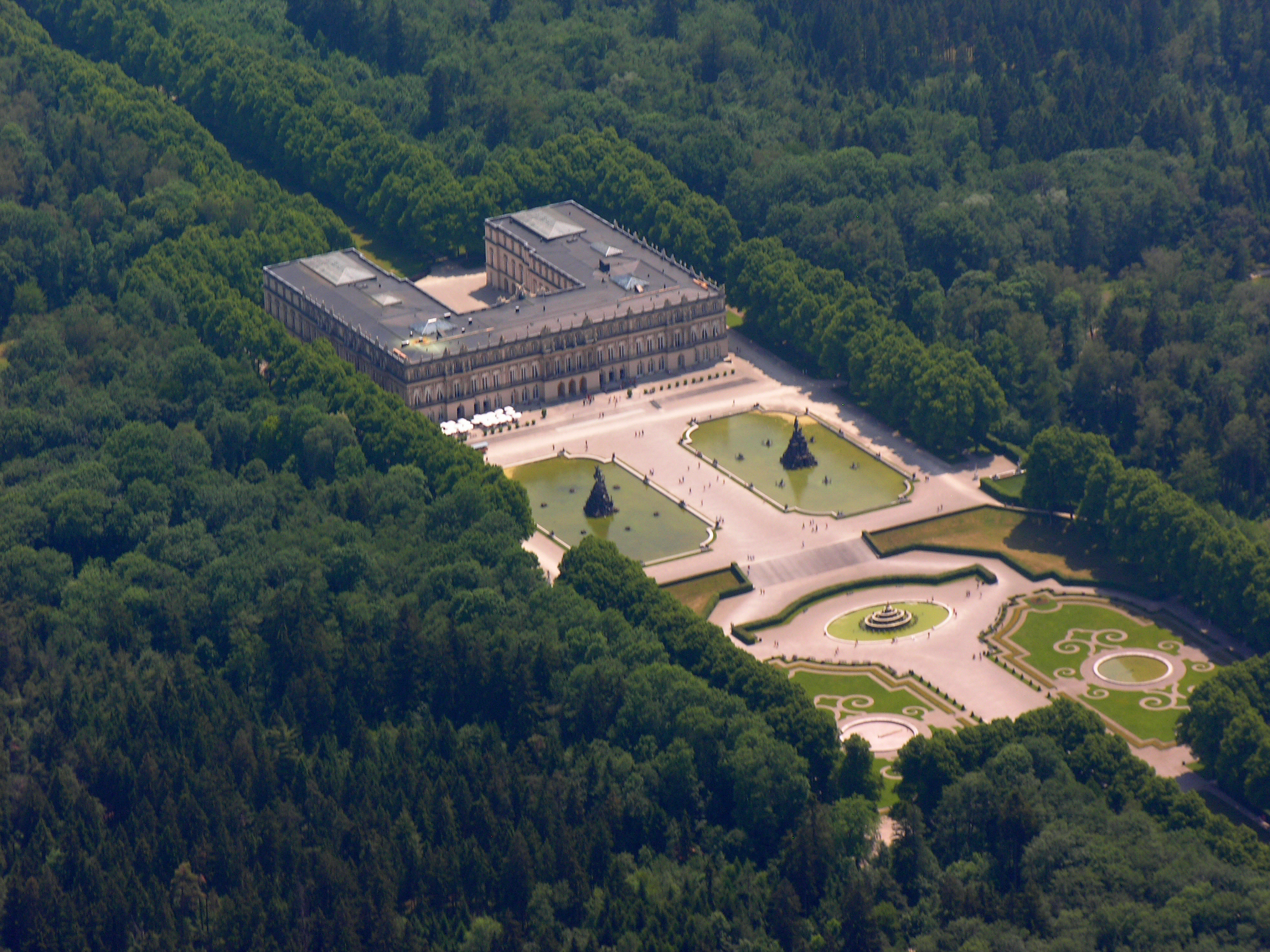
Палац Херренкімзе

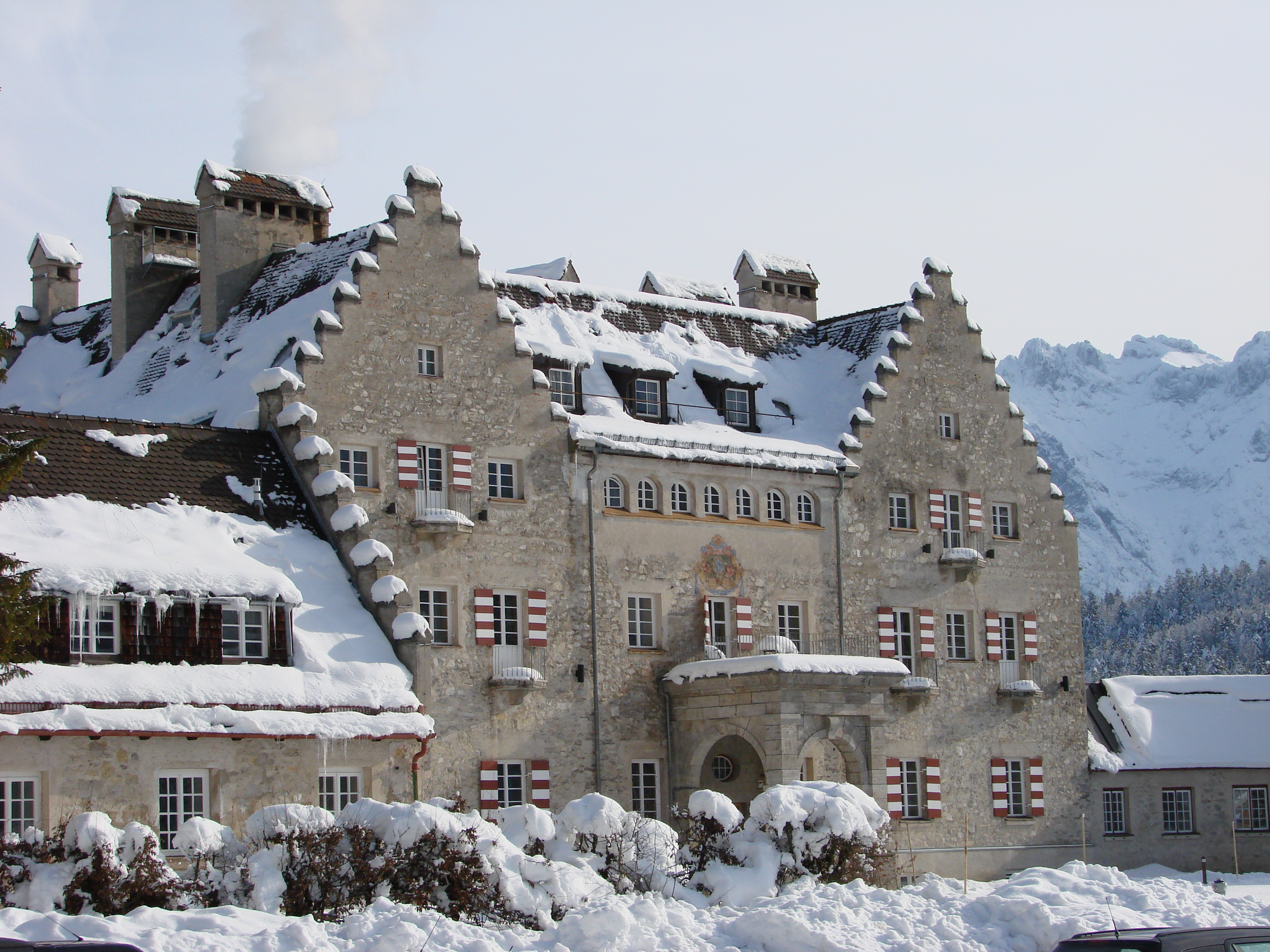
Замок Кранцбах

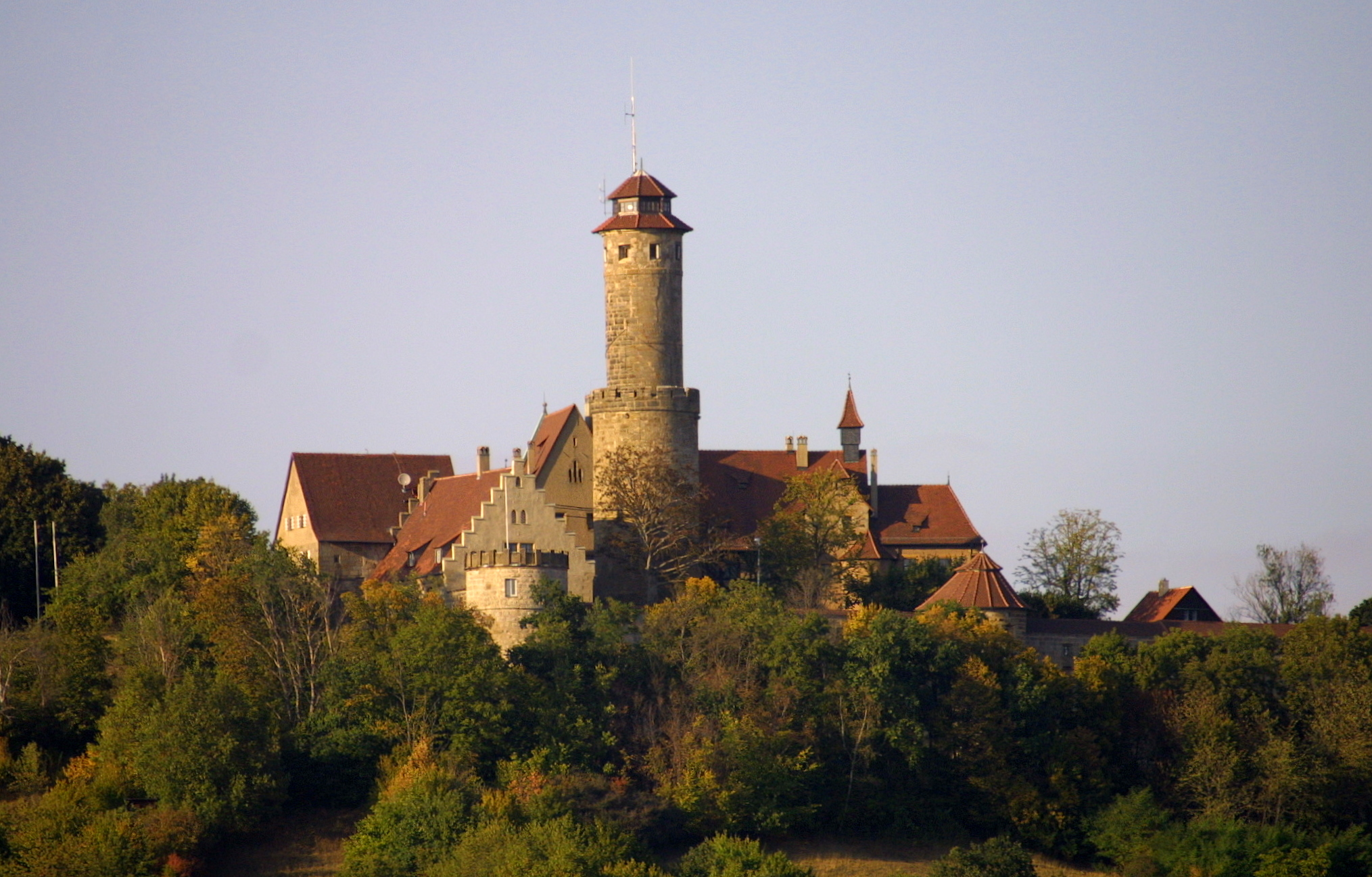
Фортеця Альтенбург

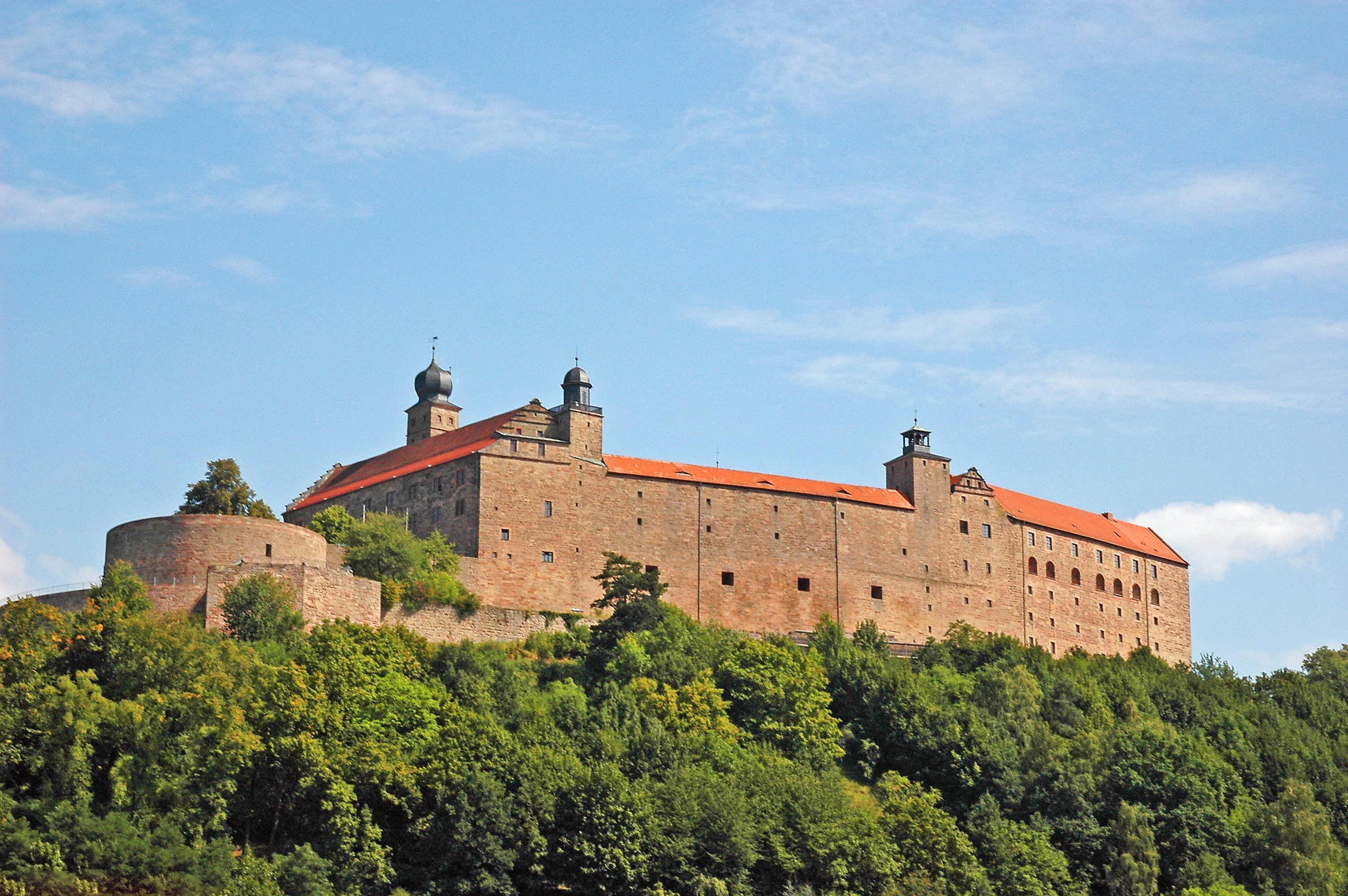
Фортеця Плассенбург

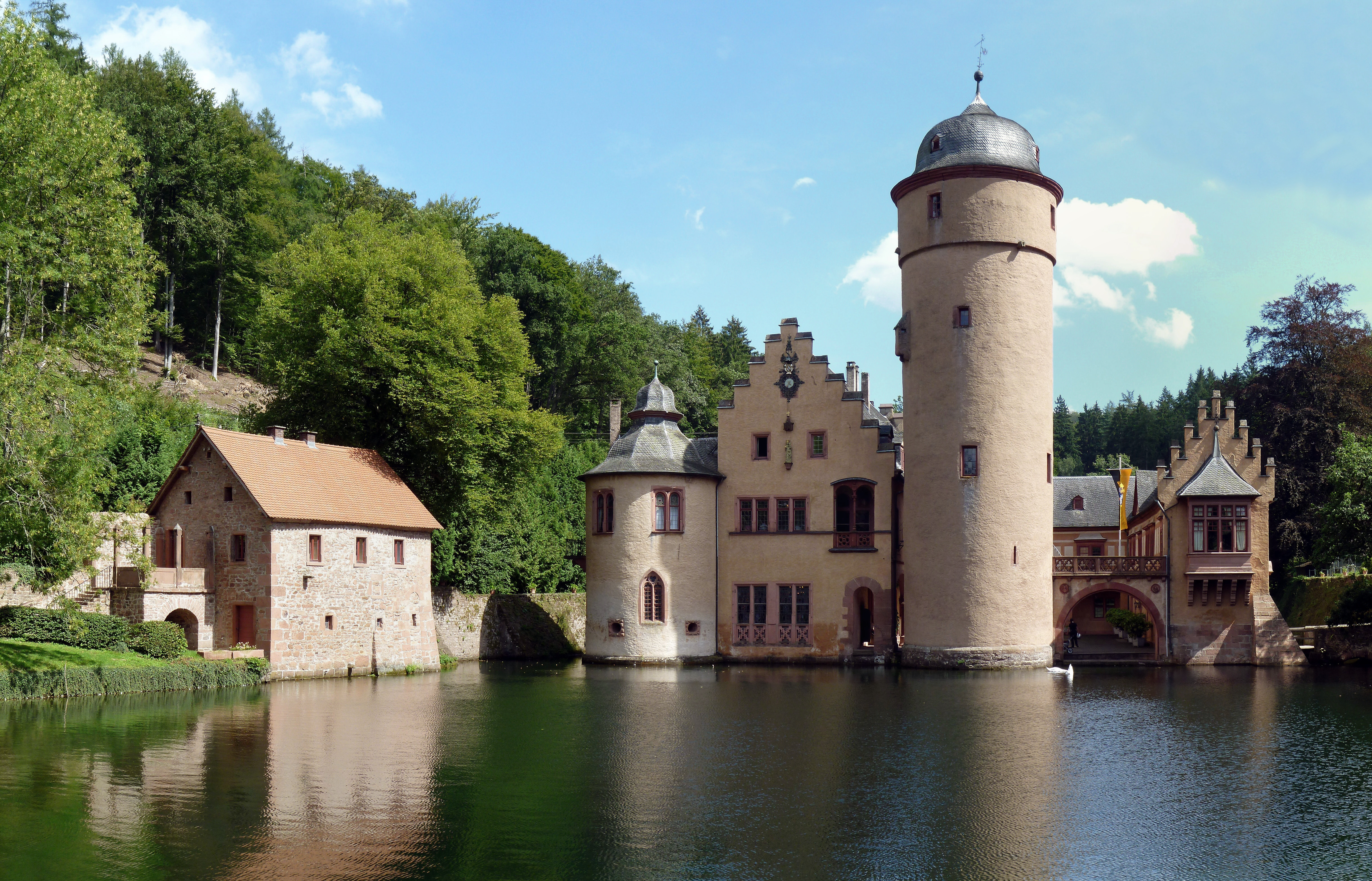
Меспельбрунський замок

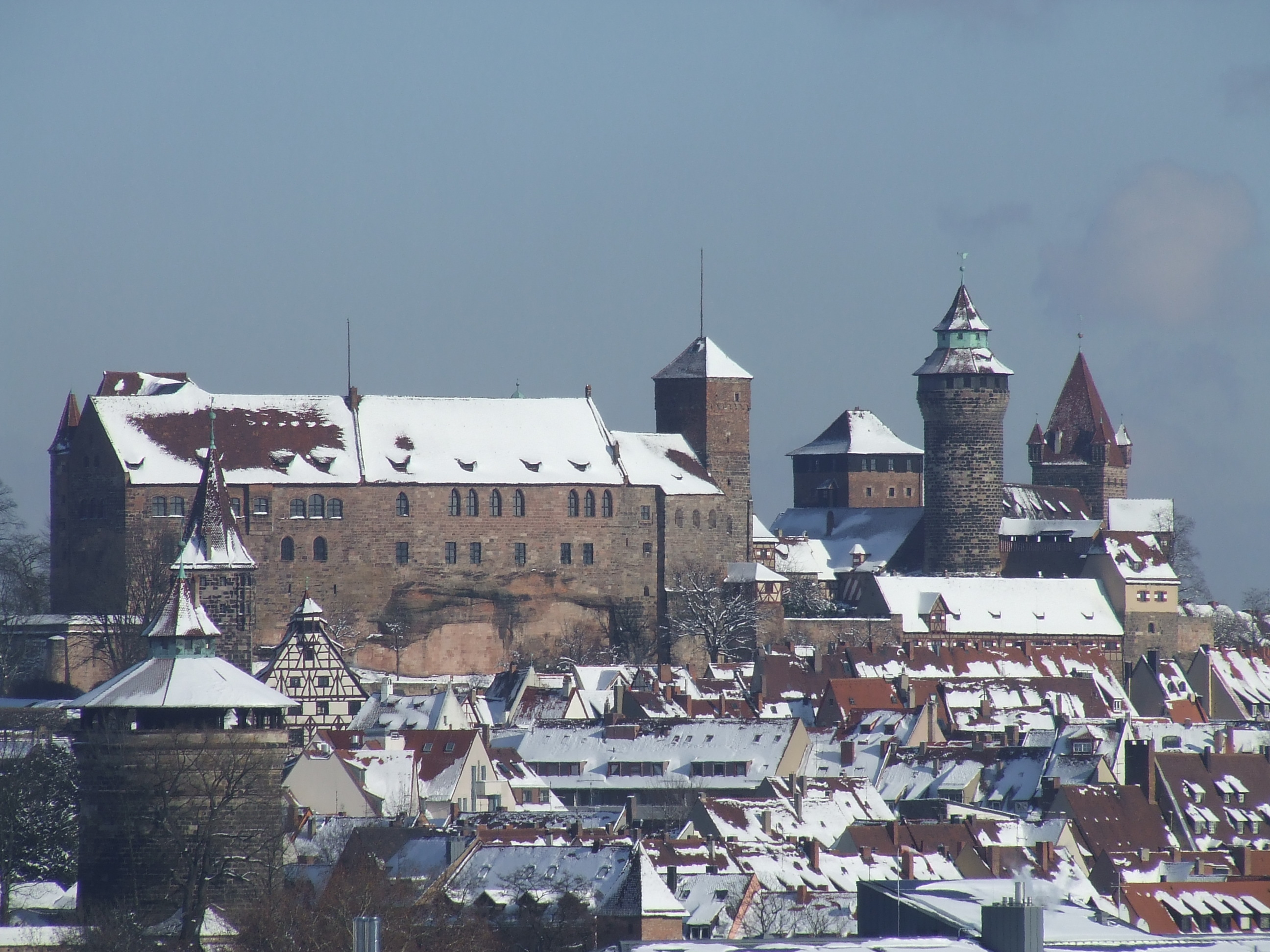
Нюрнберзька фортеця

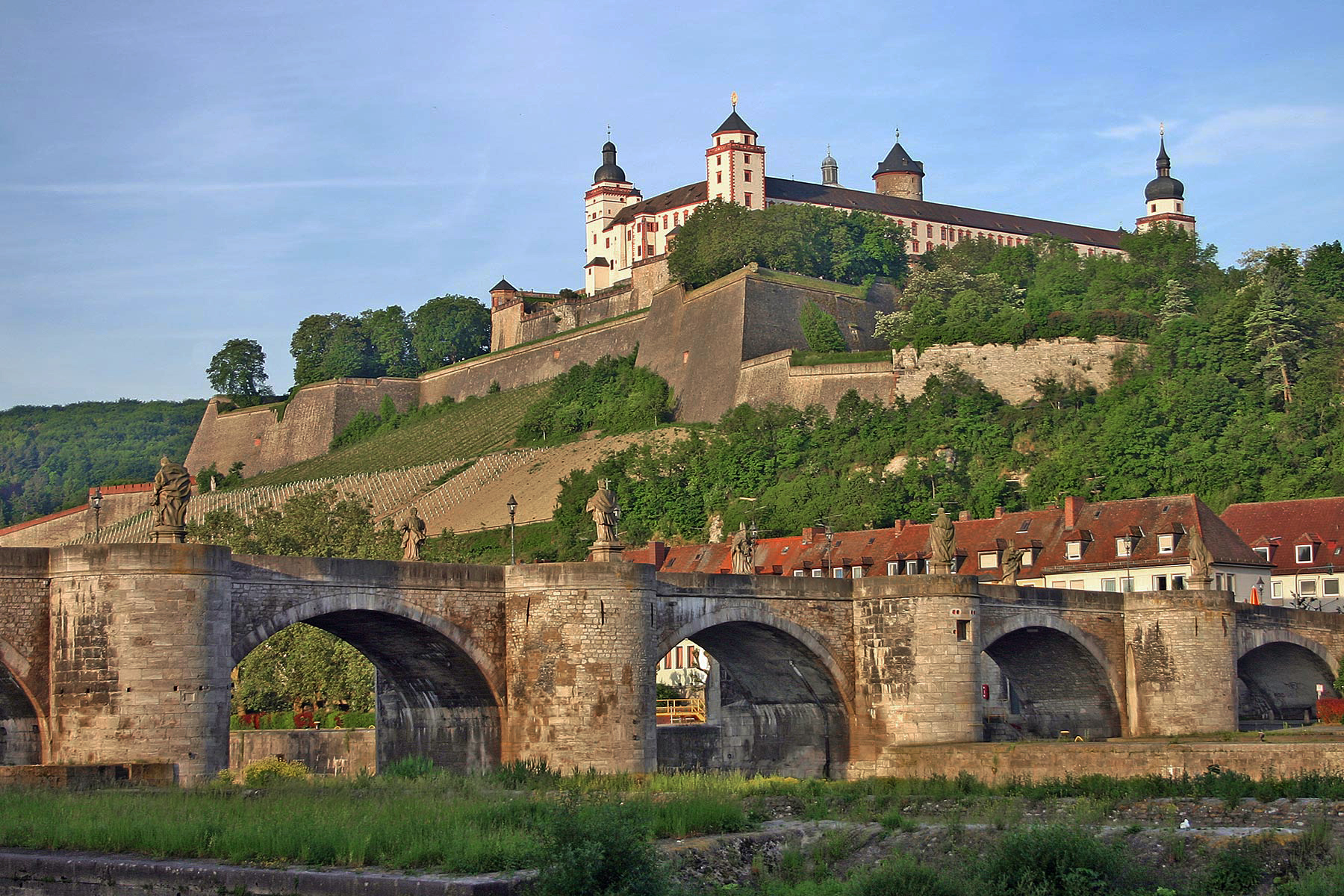
Фортеця Марієнберг

### Інґольштадт
1. Новий замок

### Мюнхен
1. Замок Блютенбург
2. Палац Німфенбург

### Айхштет
1. Замок Нассенфельс

### Альтеттінг
1. Замок Бургхаузен

### Берхтесґаден
1. Замок Штауфенек

### Дахау
1. Палац Дахау

### Гарміш-Партенкірхен
1. Замок Ельмау
2. Замок Кранцбах
3. Ліндерхоф
4. Королівський будинок на Шахені

### Мюнхен
1. Палац Шляйсгайм

### Нойбург-Шробенхаузен
1. Мисливський замок Ґрюнау
2. Замок Нойбург

### Розенхайм
1. Палац Герренкімзе
2. Замок Гоенашау

### Штарнберг
1. Замок Берг

## Нижня Баварія

### Ландсхут
1. Фортеця Траузніц

## Верхній Пфальц

### Тіршенройт
1. Замок Фалькенберг

### Ноймаркт-Верхній-Пфальц
1. Замок Парсберг

## Верхня Франконія

### Бамберг
1. Фортеця Альтенбург

### Кобург
1. Фортеця Фесте Кобург

### Кульмбах
1. Фортеця Плассенбург

### Форхгайм
1. Замок Візентау

## Середня Франконія

### Нюрнберг
1. Нюрнберзька фортеця

## Нижня Франконія

### Ашаффенбург
1. Меспельбрунський замок

### Вюрцбург
1. Вюрцбургська резиденція
2. Фортеця Марієнберг

### Рен-Грабфельд
1. Замок Кляйнбардорф
2. Ірмельсгаузен

## Адміністративний округШвабія

### Верхній Альгой
1. Нойшванштайн
2. Замок Гоеншванґау

## Галерея

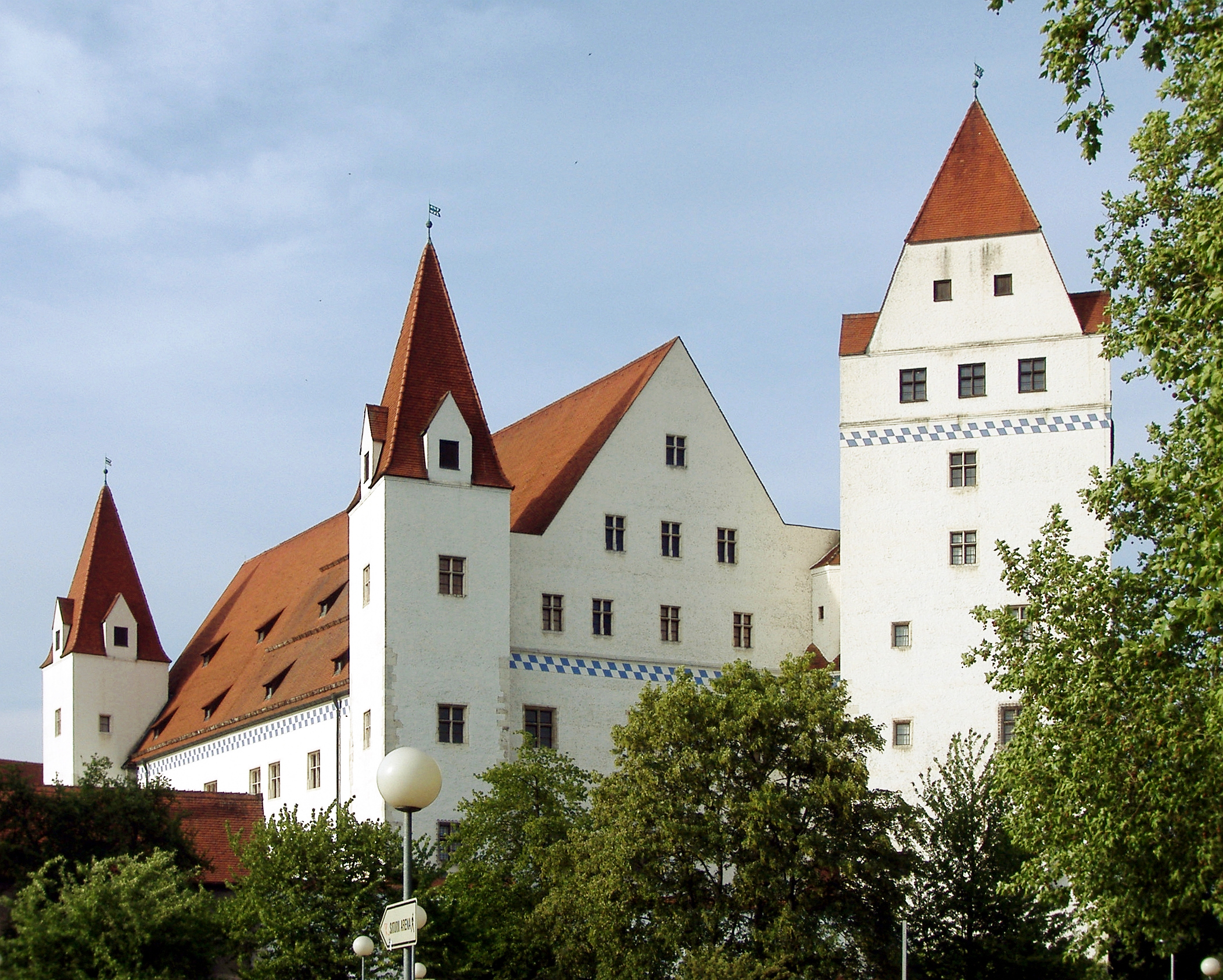
Новий замок (Інґольштадт)
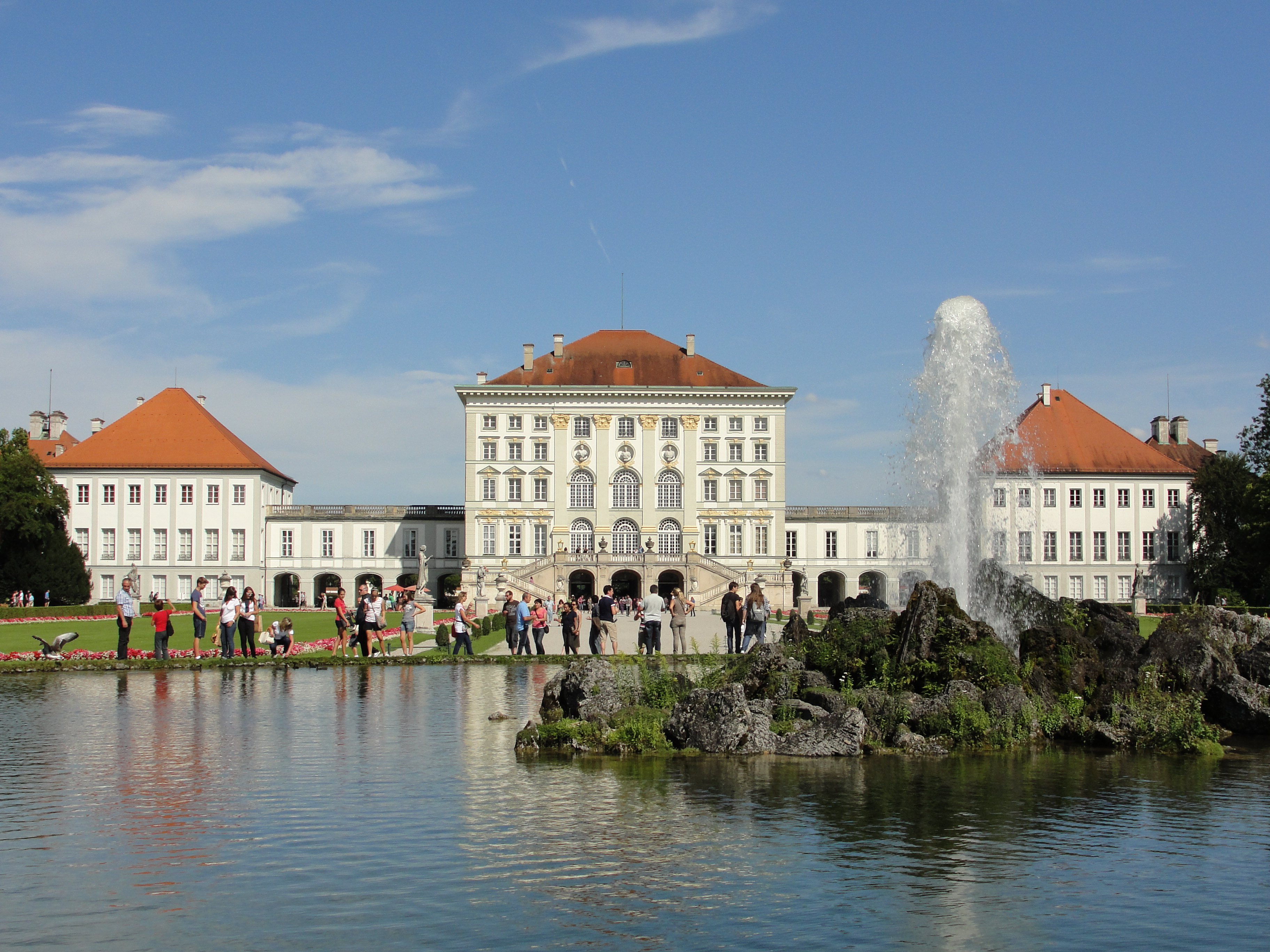
Палац Німфенбург
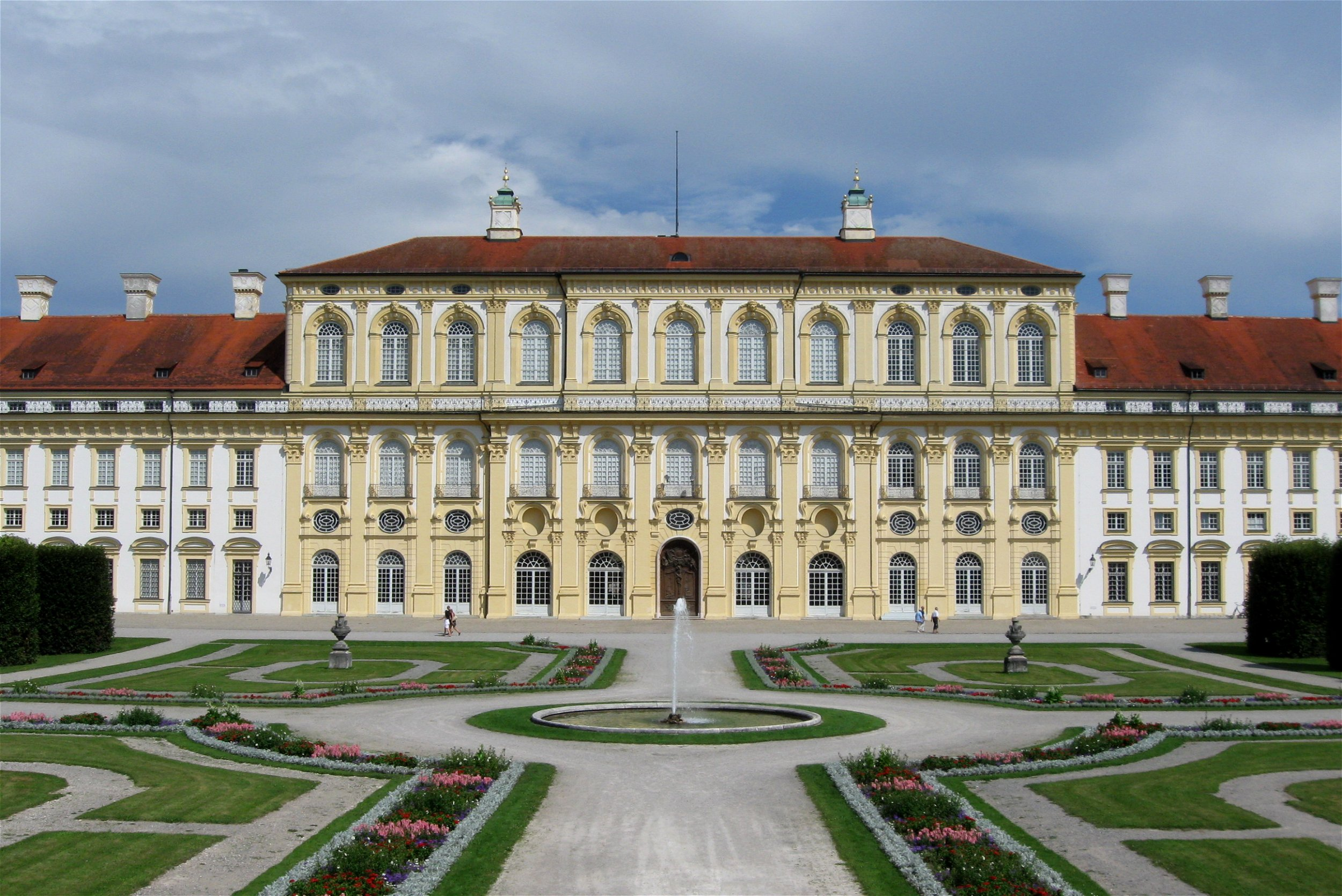
Палац Шляйсгайм
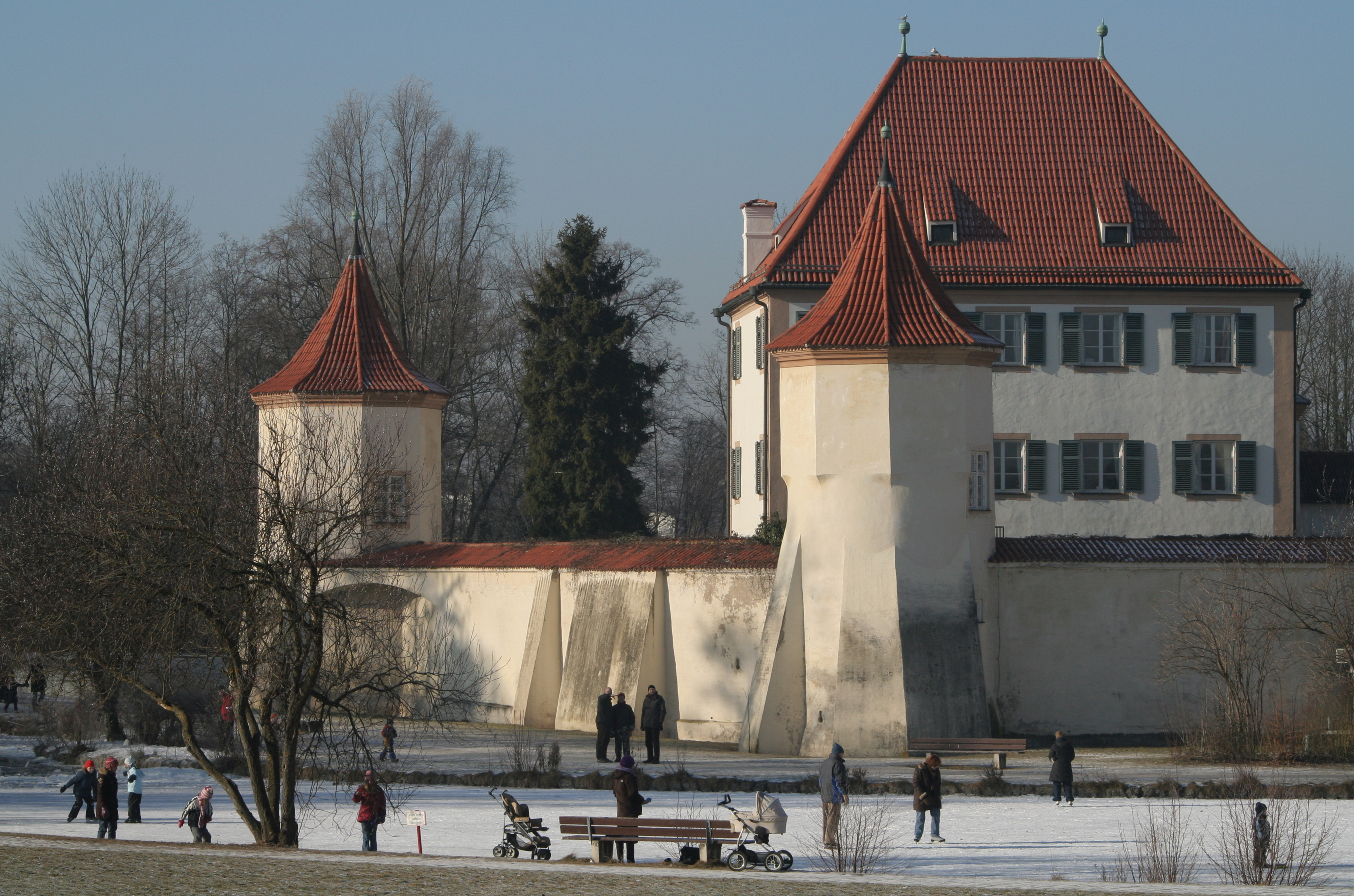
Замок Блютенбург
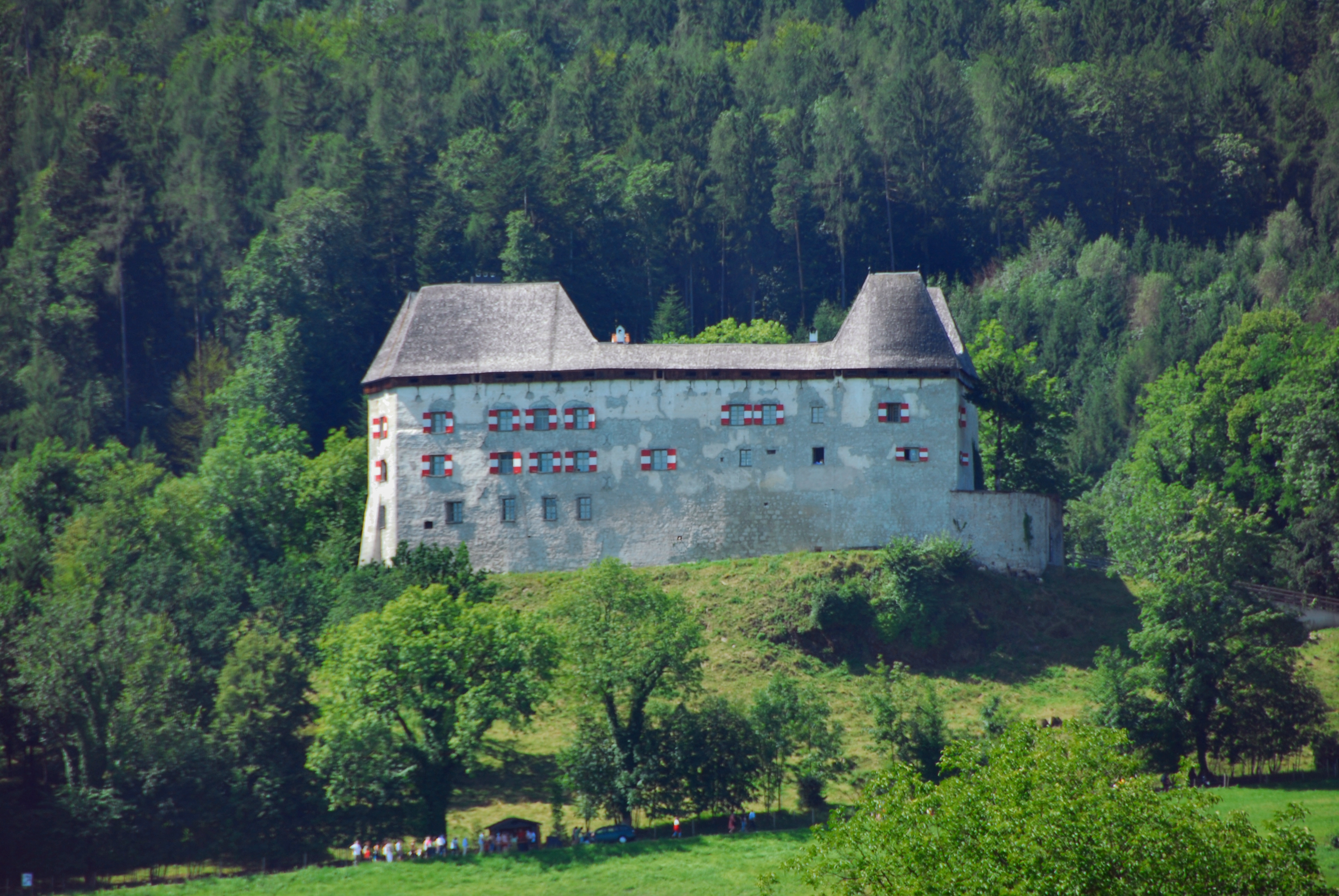
Замок Штауфенек
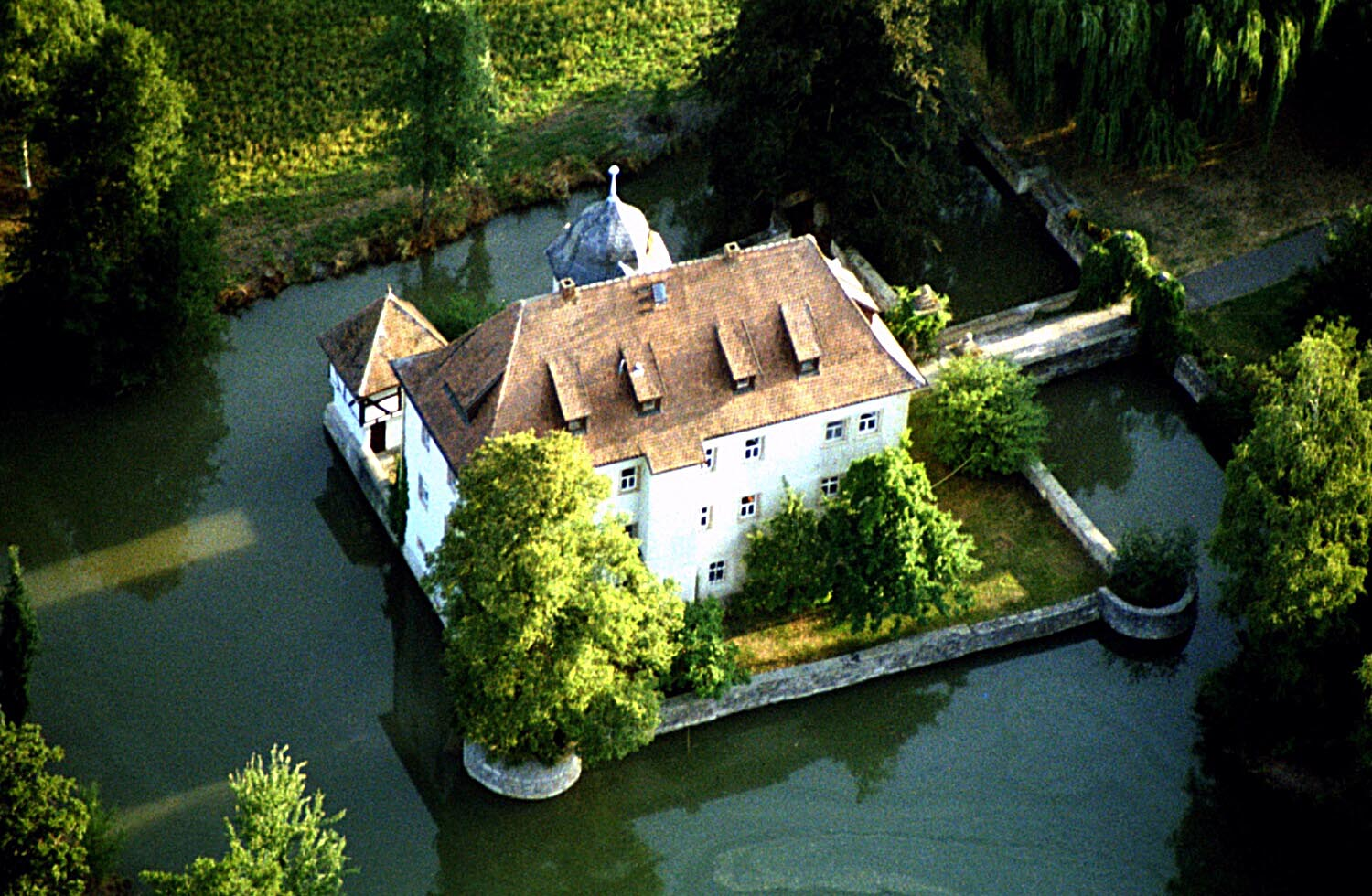
Замок Кляйнбардорф
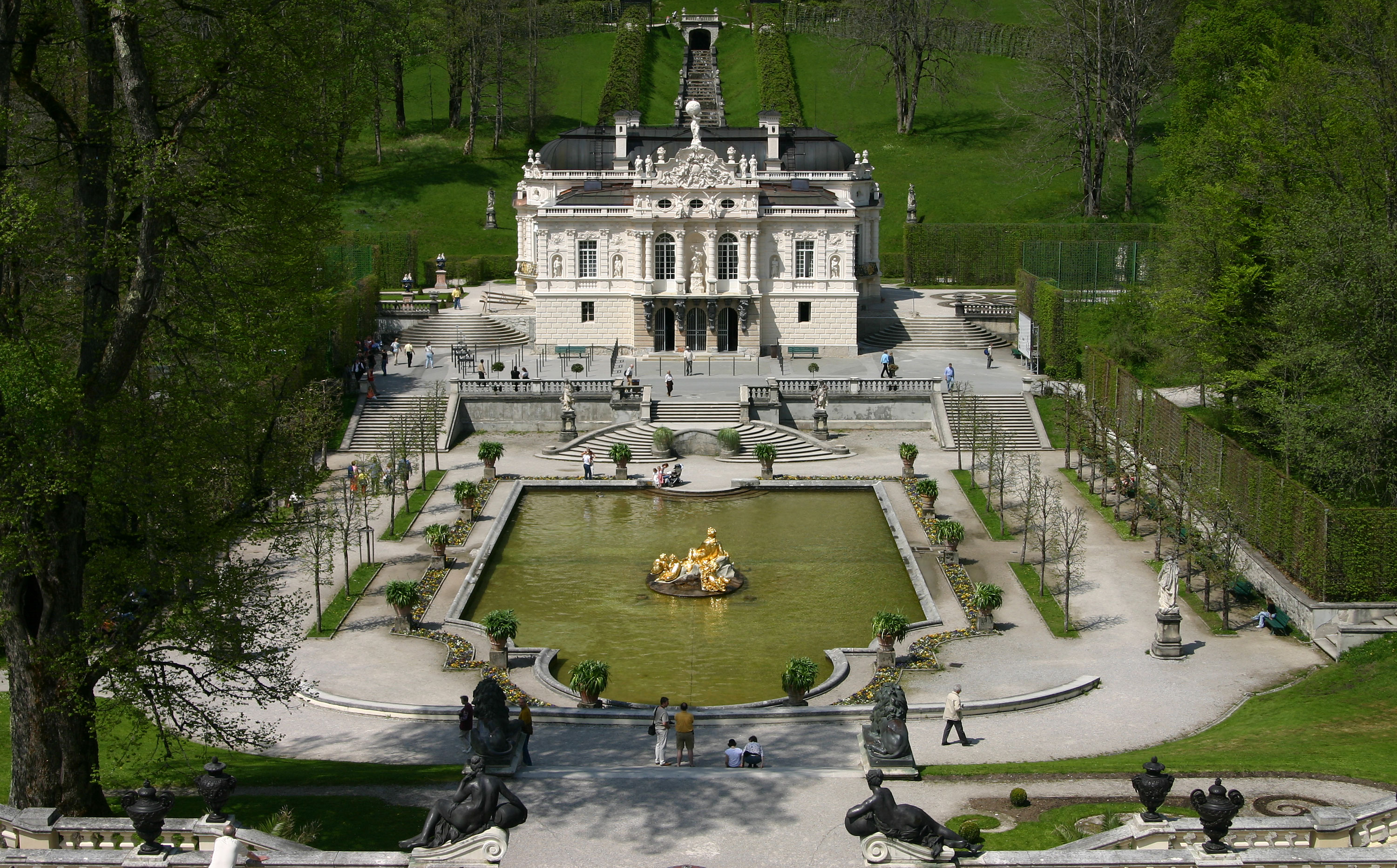
Ліндерхоф
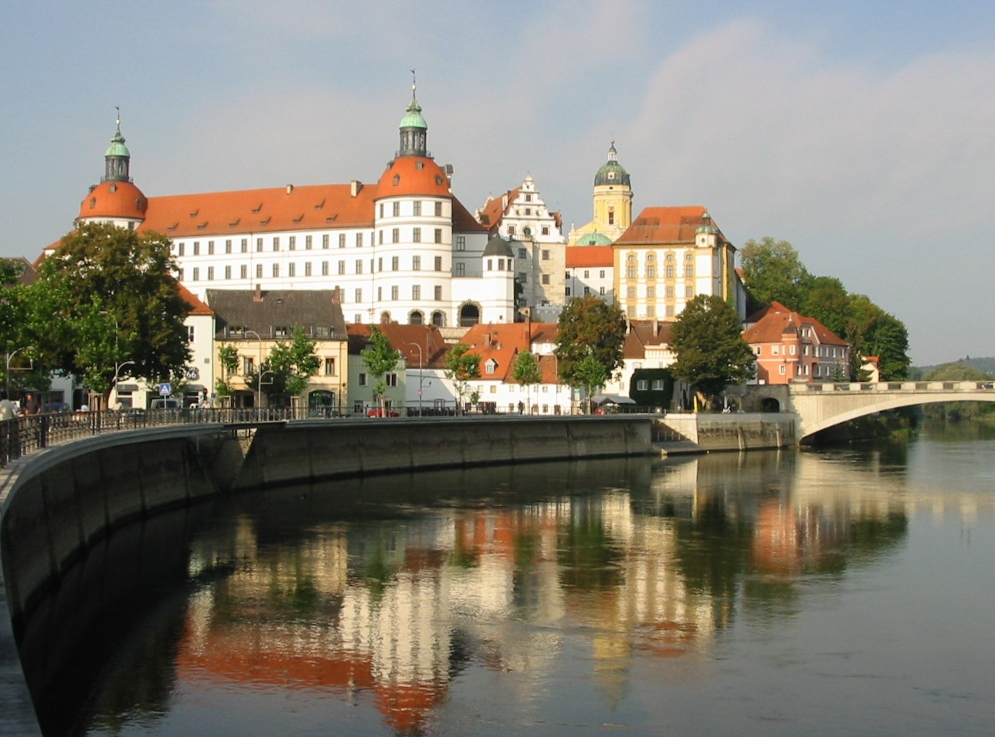
Замок Нойбург
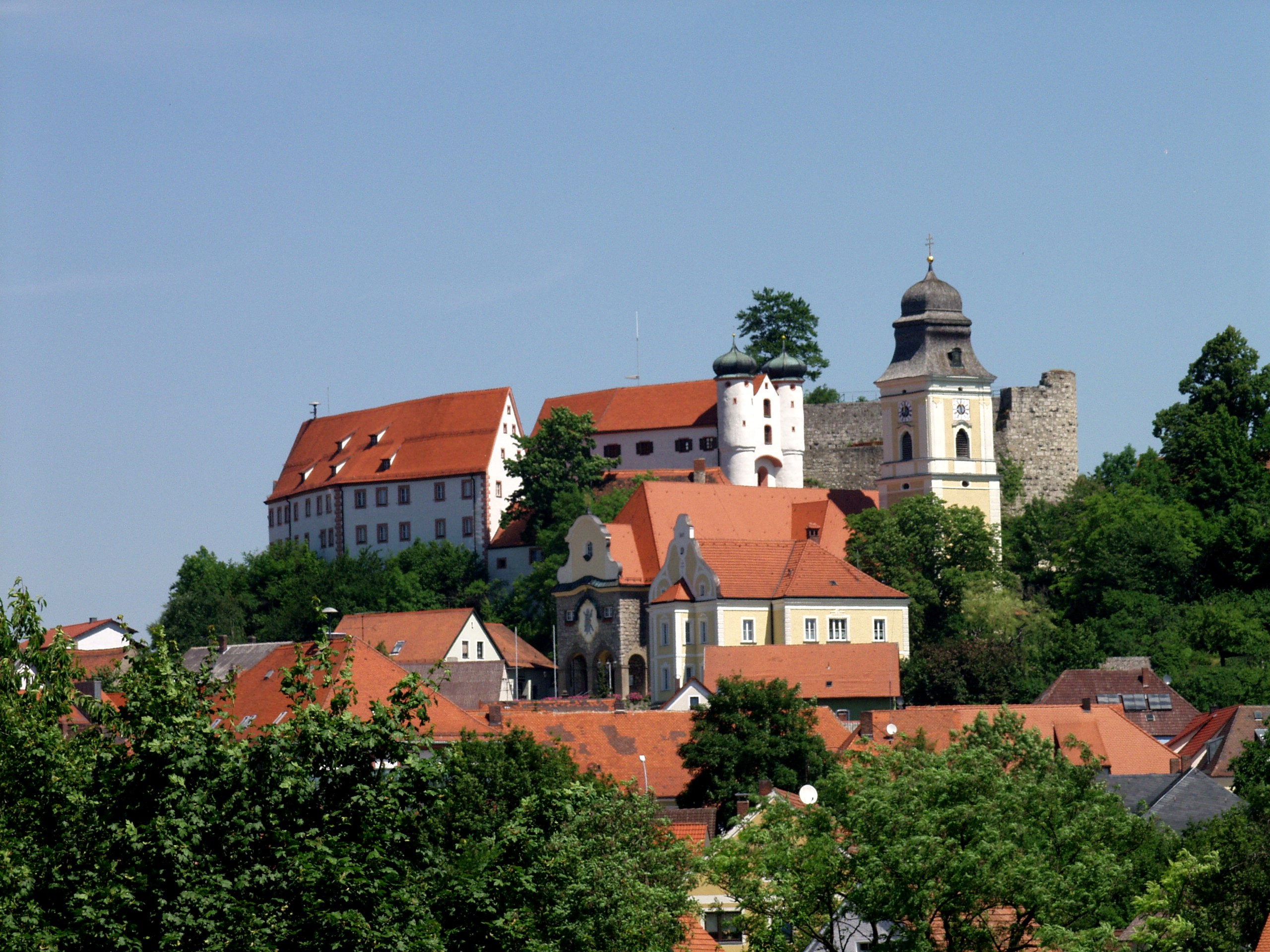
Замок Парсберг
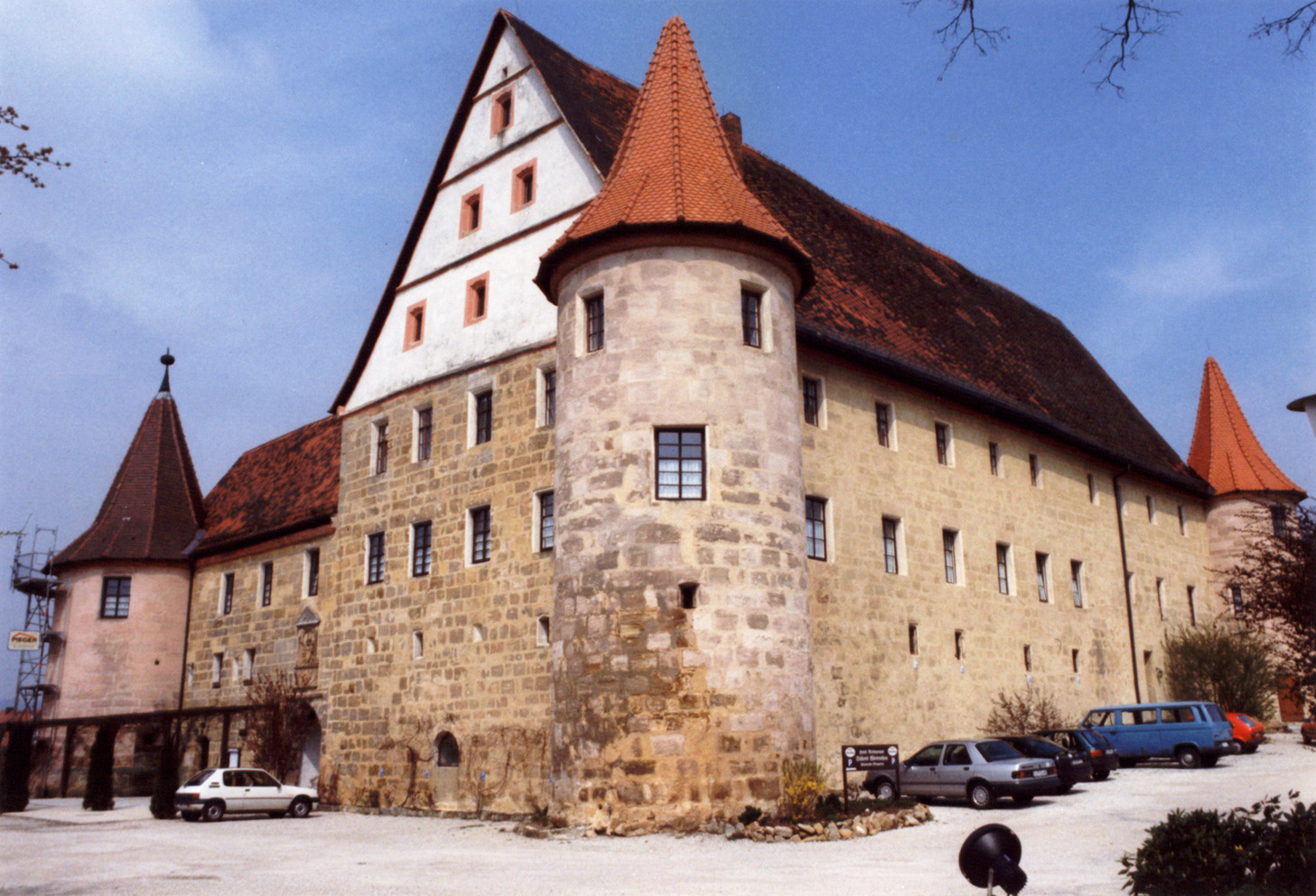
Замок Візентау
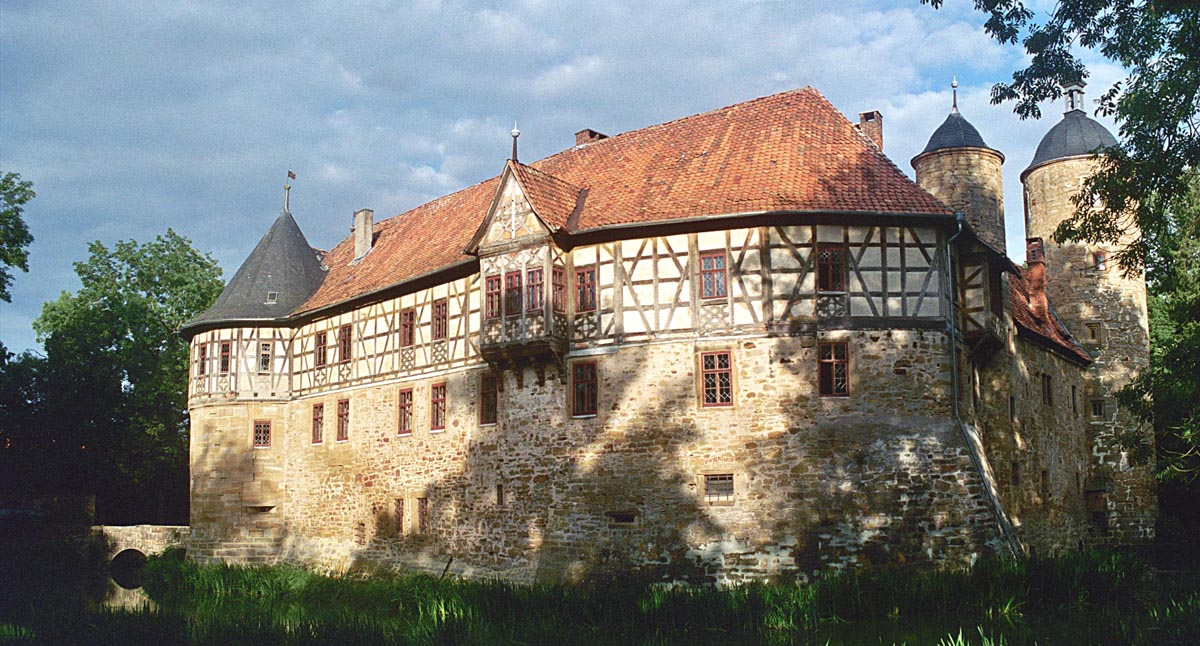
Ірмельсгаузен
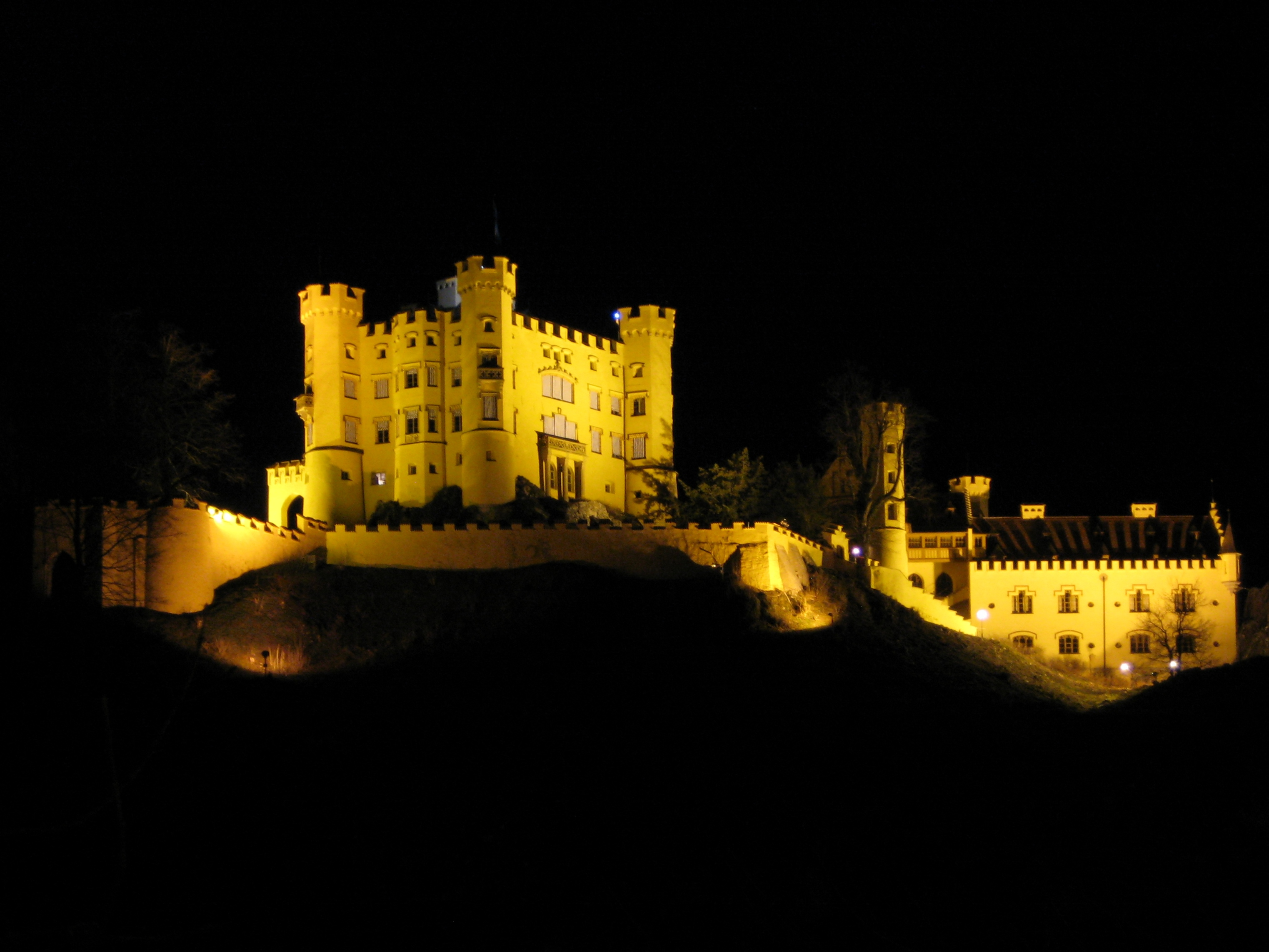
Замок Хоеншванґау
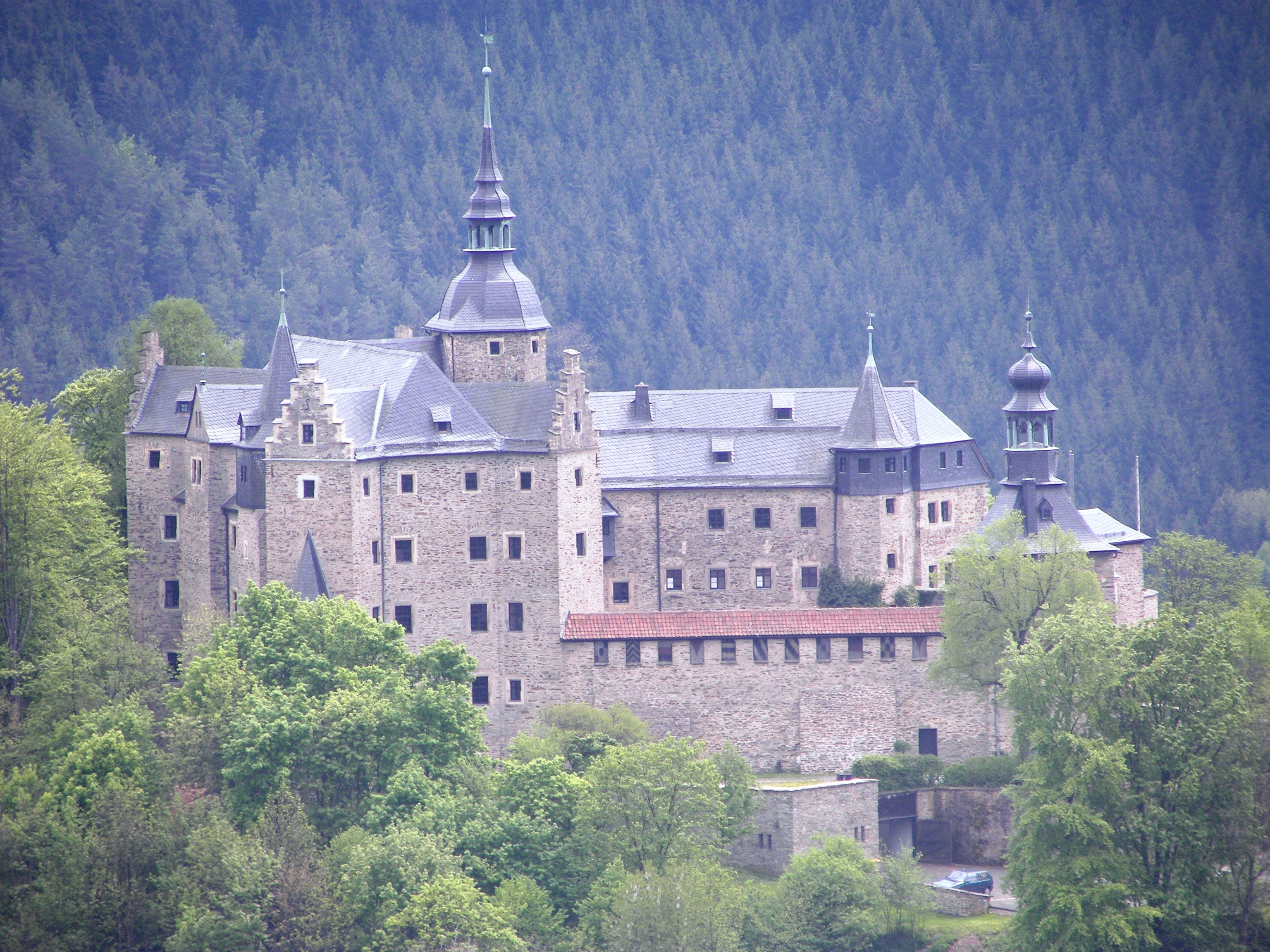
Фортеця Лауенштайн[de]
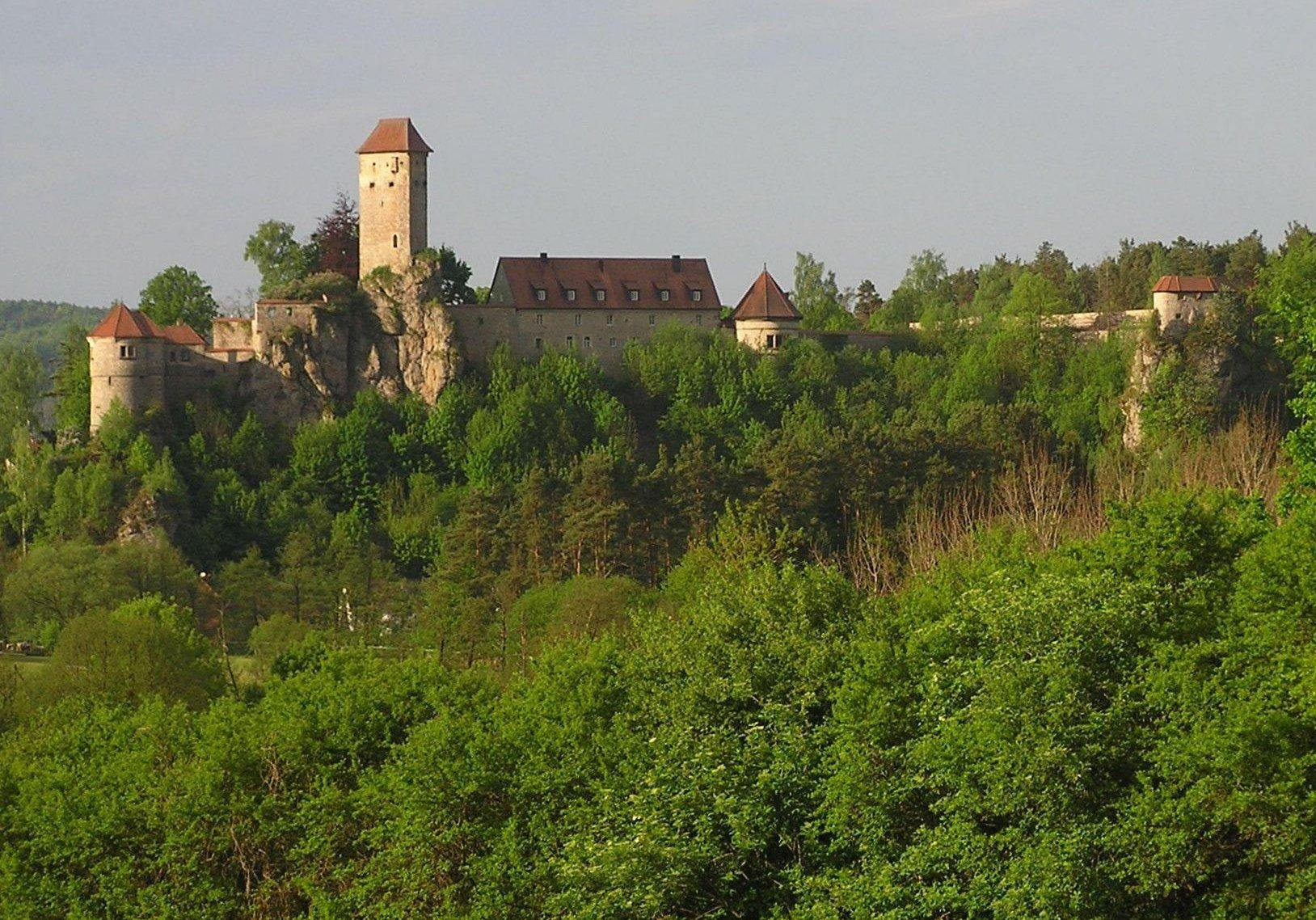
Фортеця Фельденштайн[de]
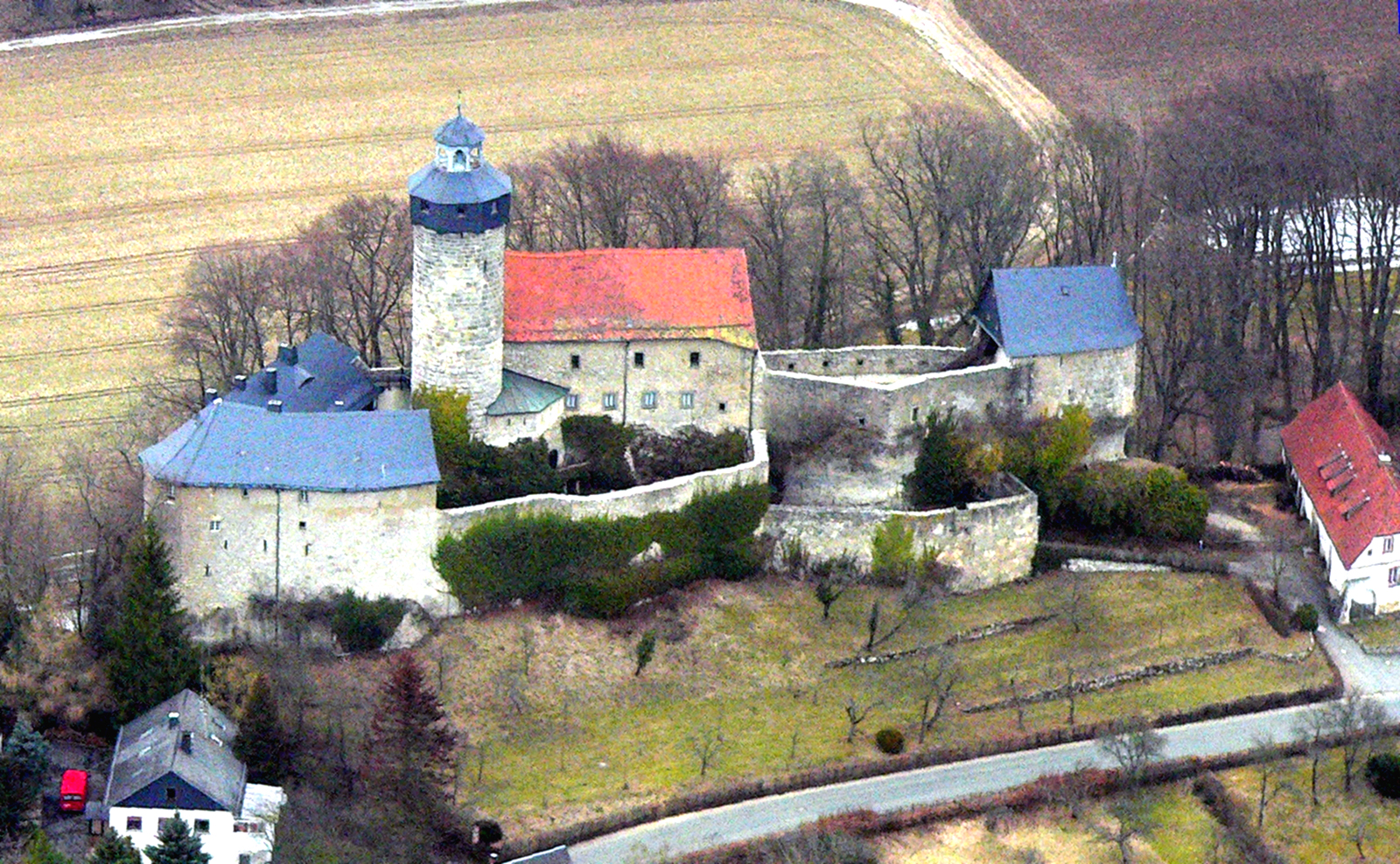
Фортеця Цвернітц[de]
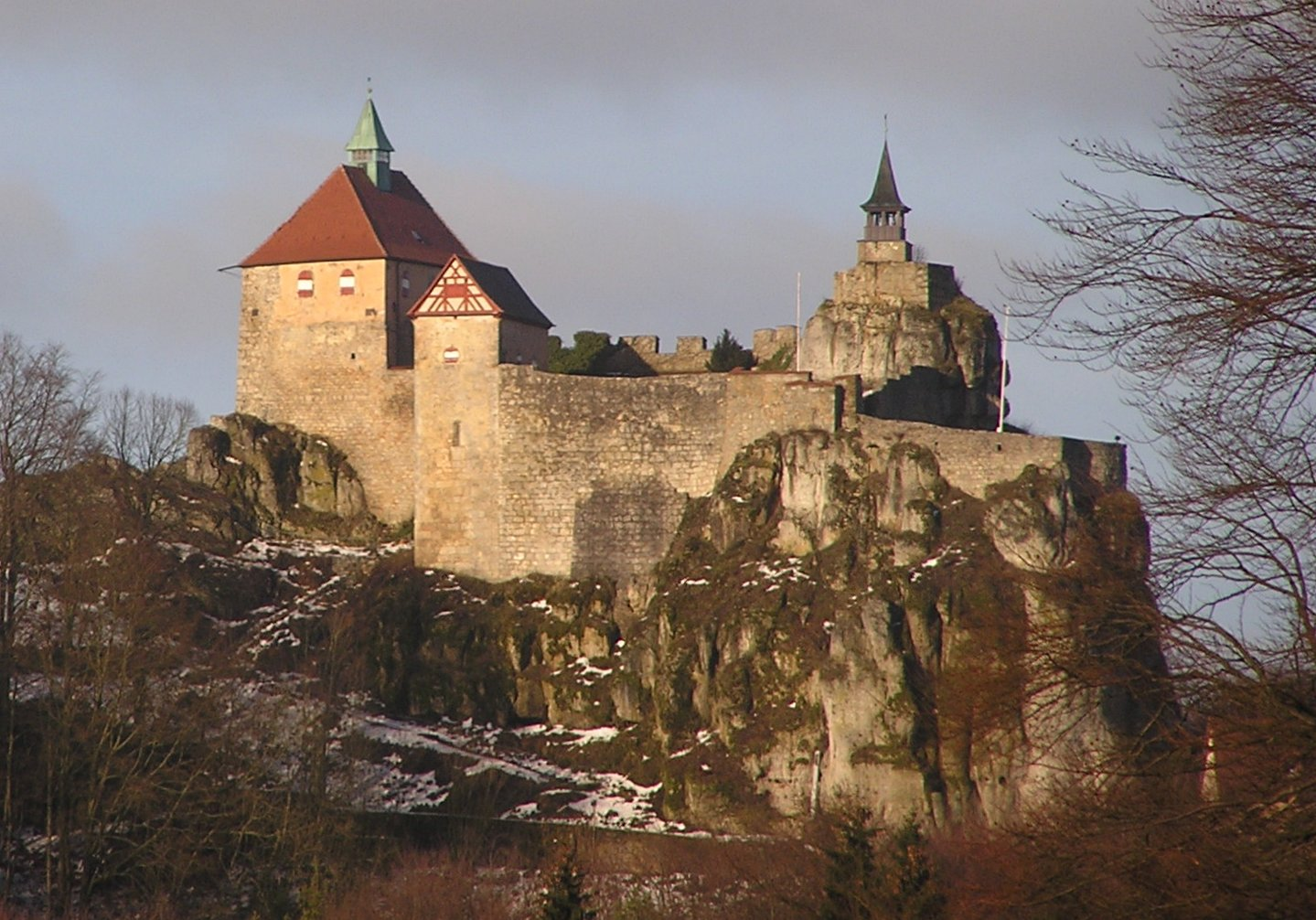
Фортеця Гоенштайн (Середня Франконія)[en]
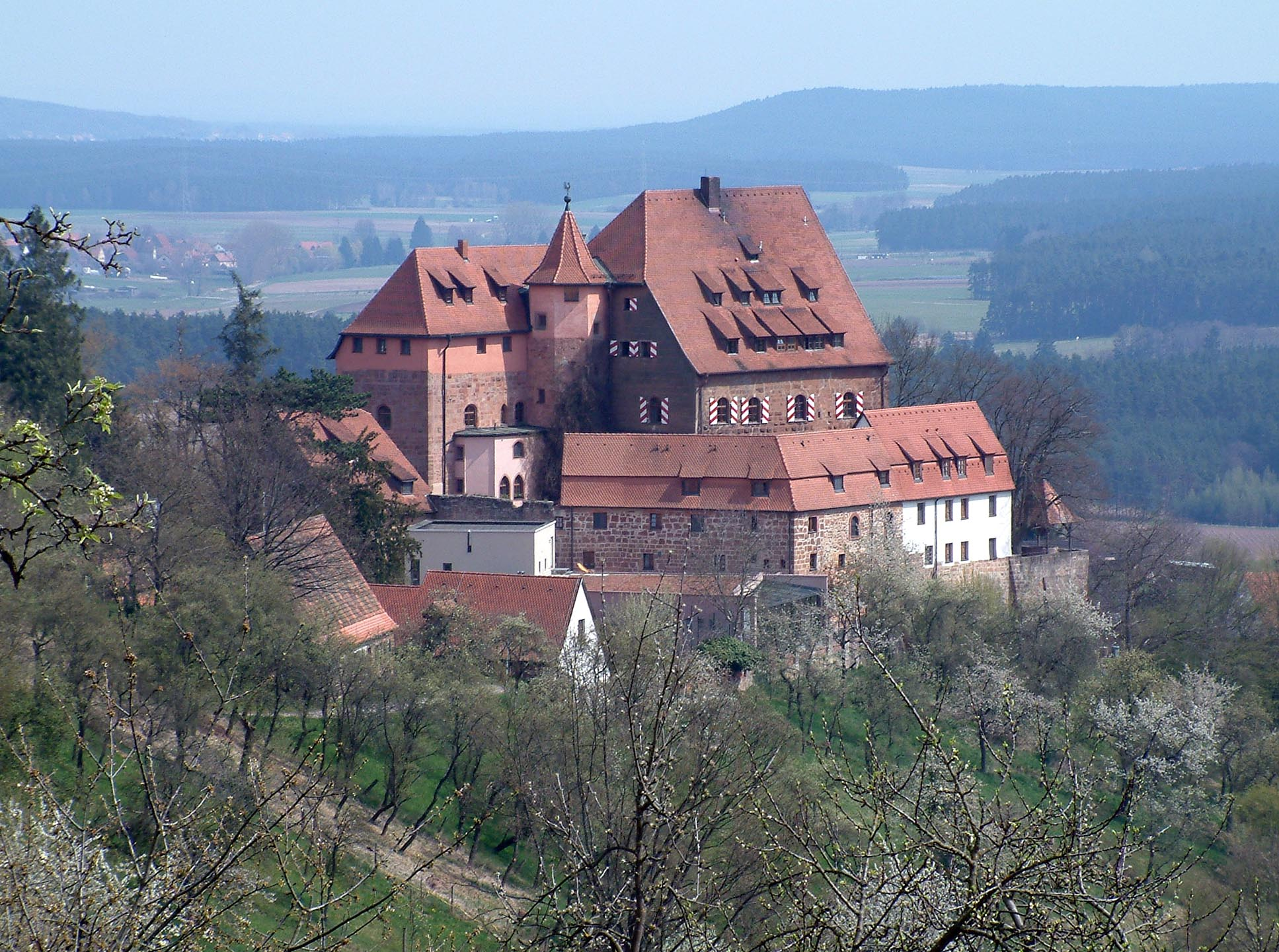
Фортеця Вернфельс[de]
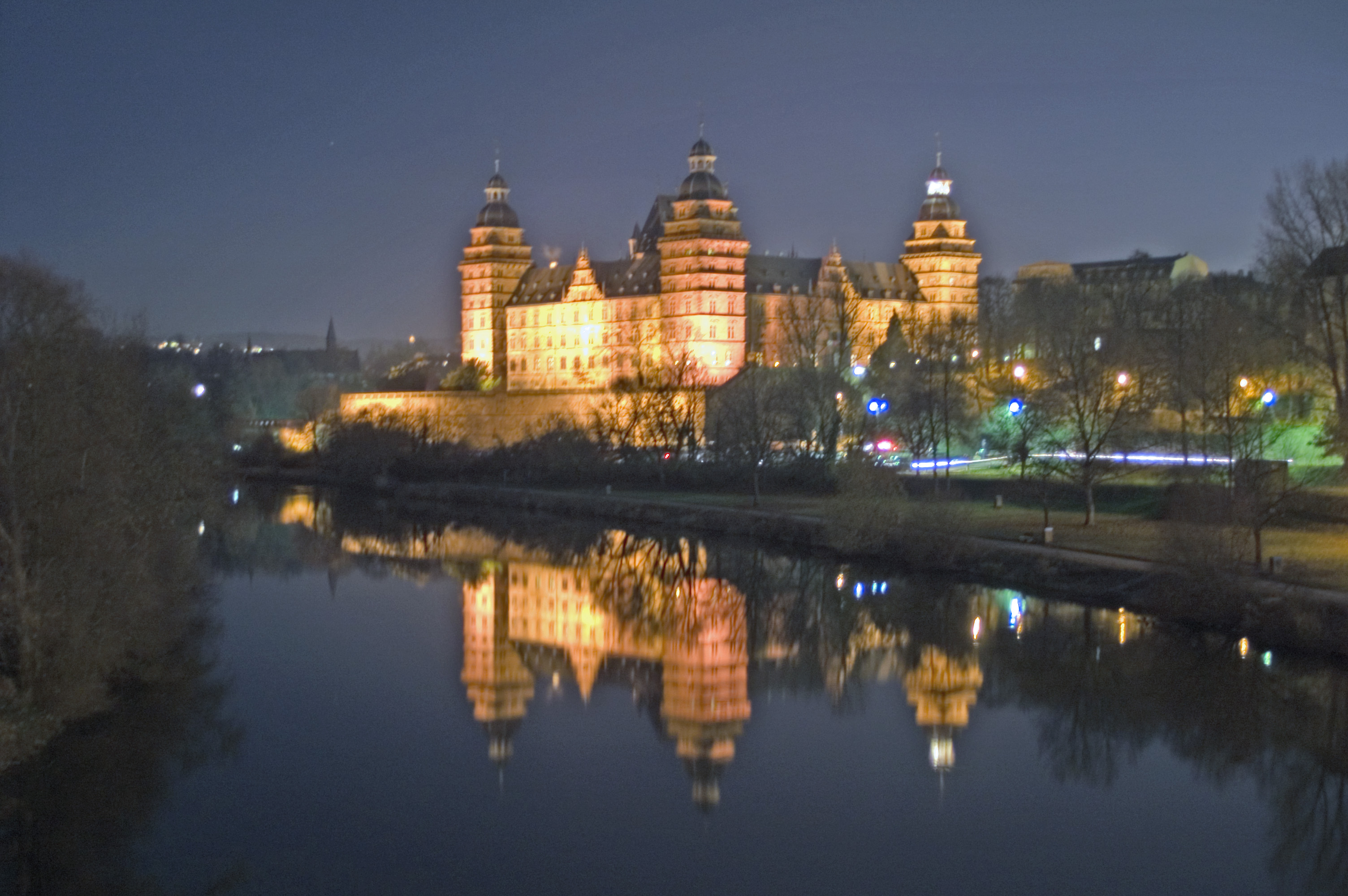
Замок Йоганнесбург[de]
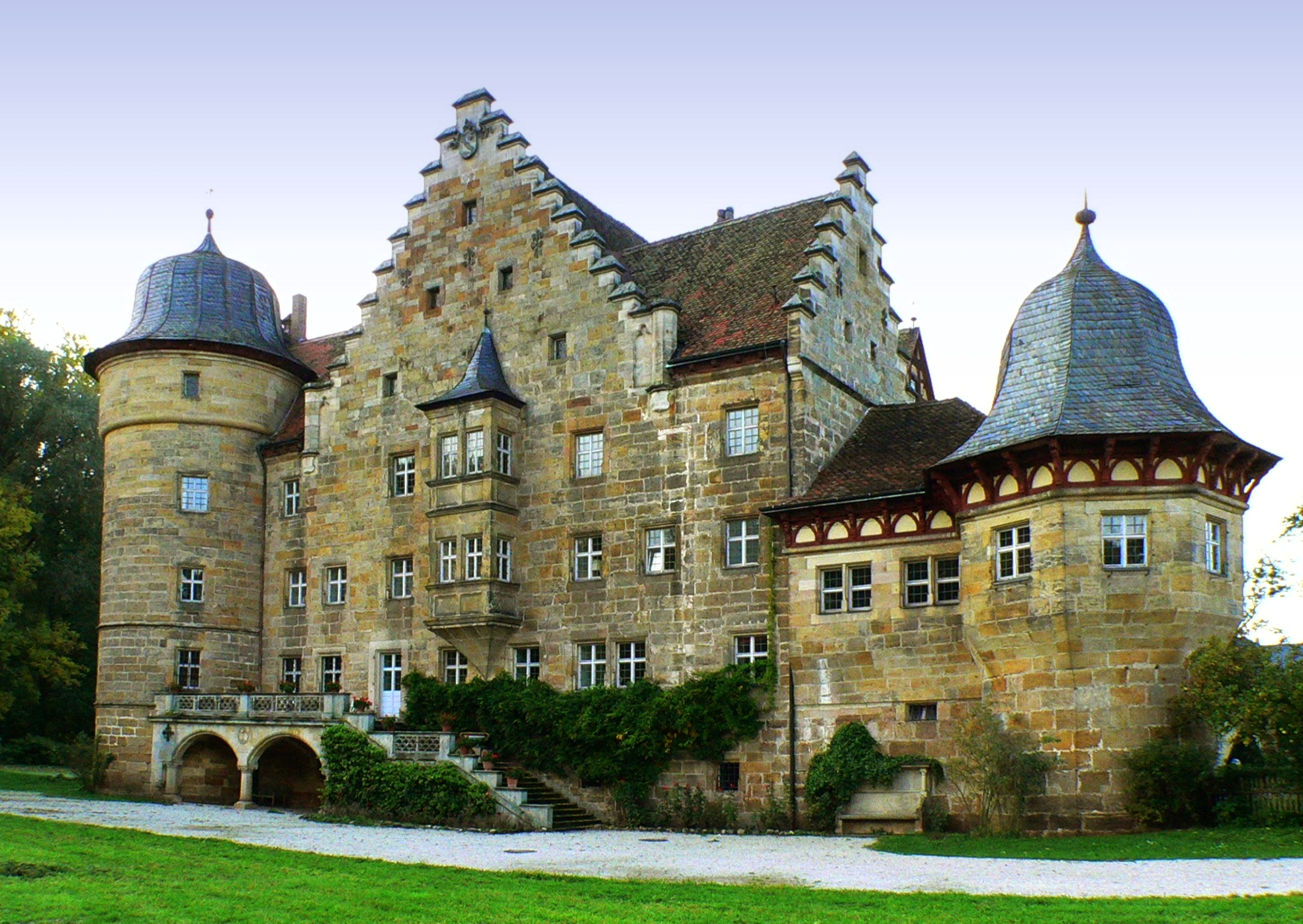
Замок Ейріхсгоф[de]
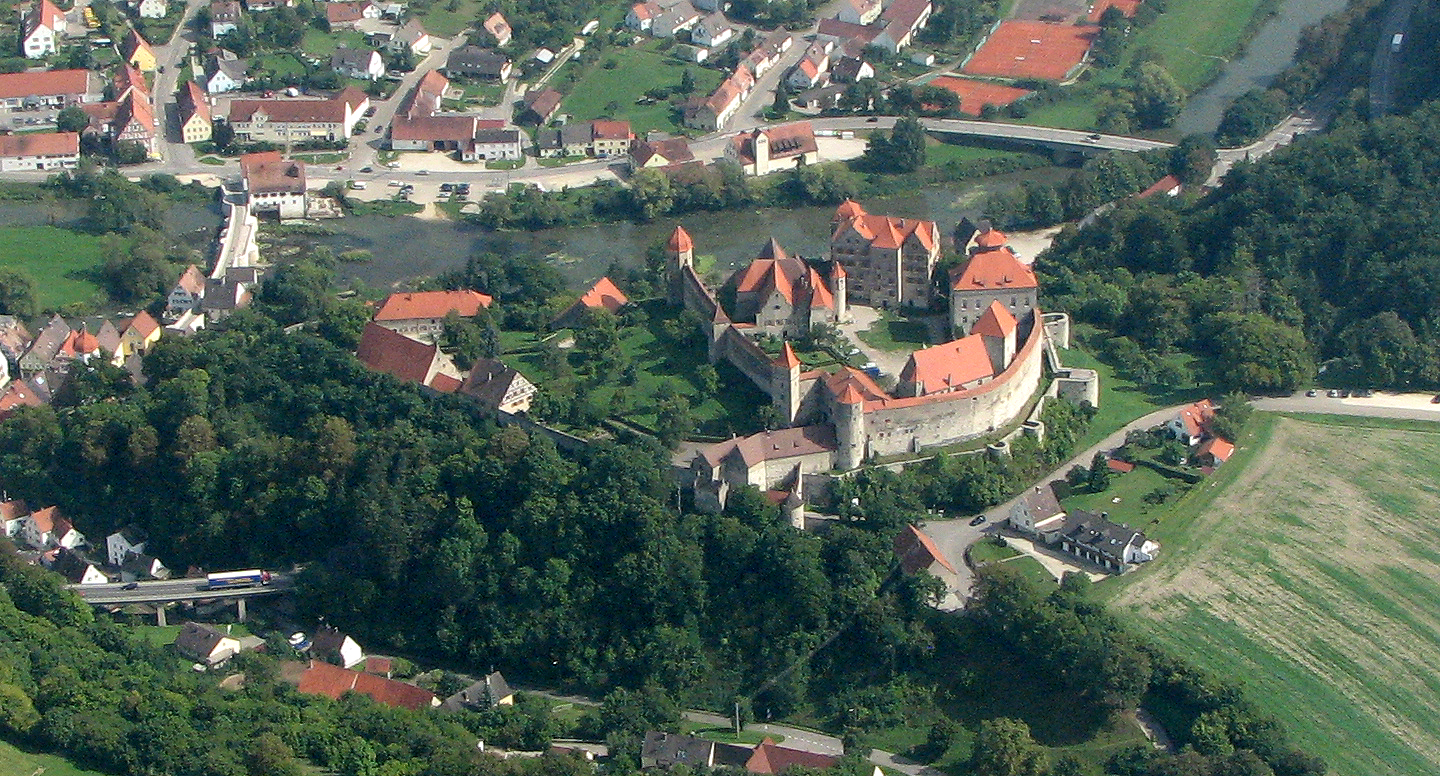
Фортеця Гарбург[de]
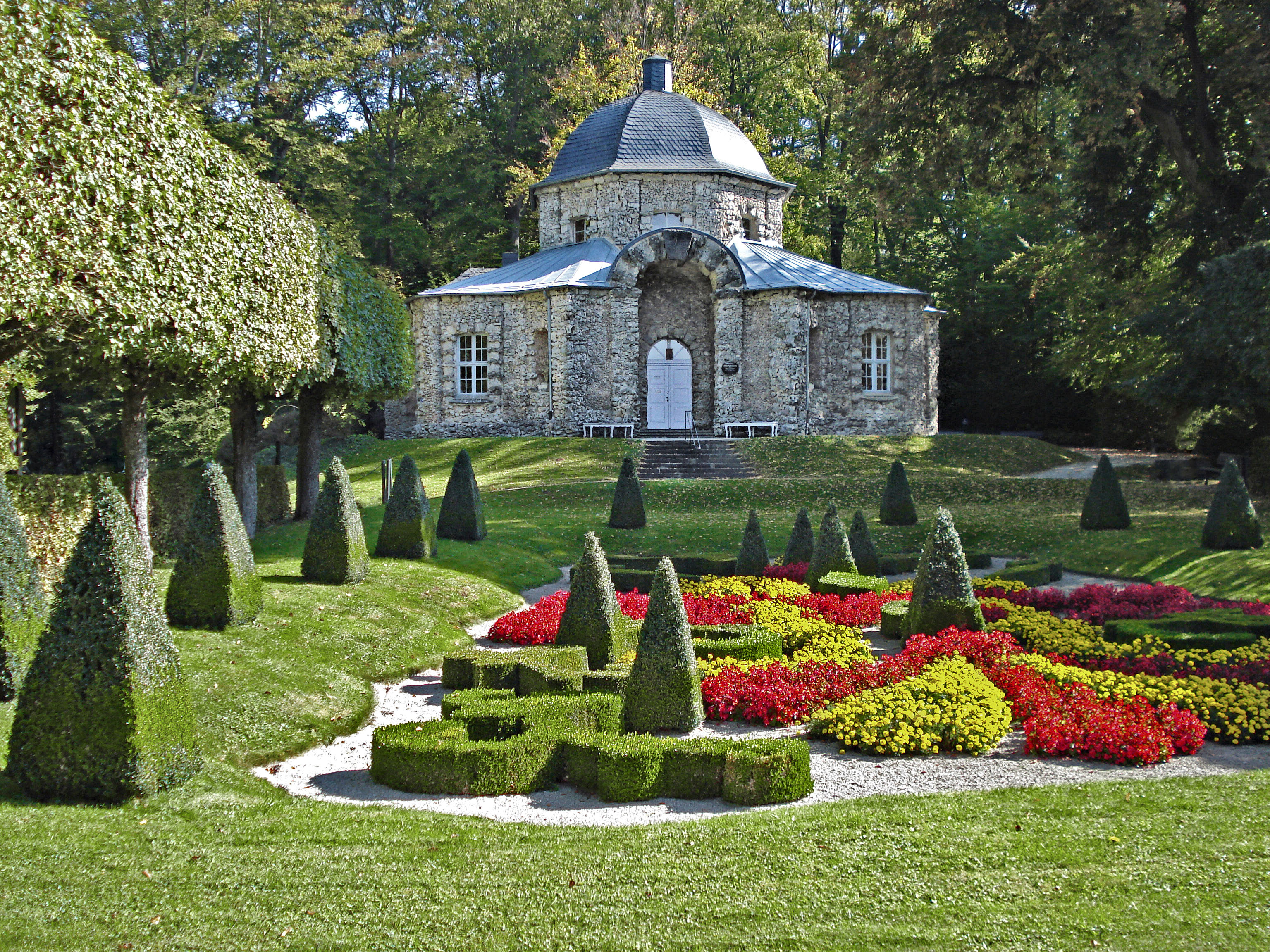
Сад Незрівнянний[de]
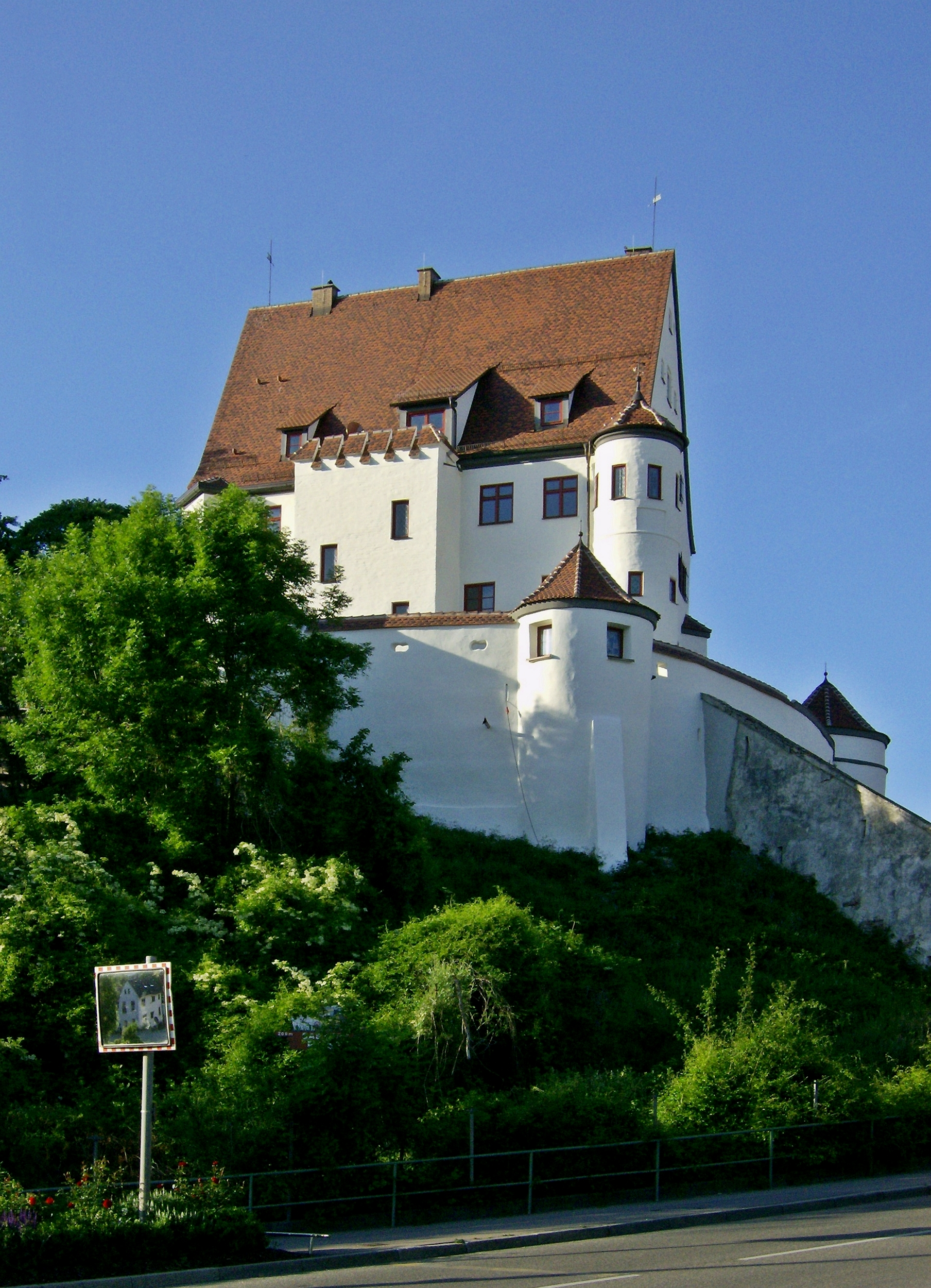
Замок Ляйпгайм[de]
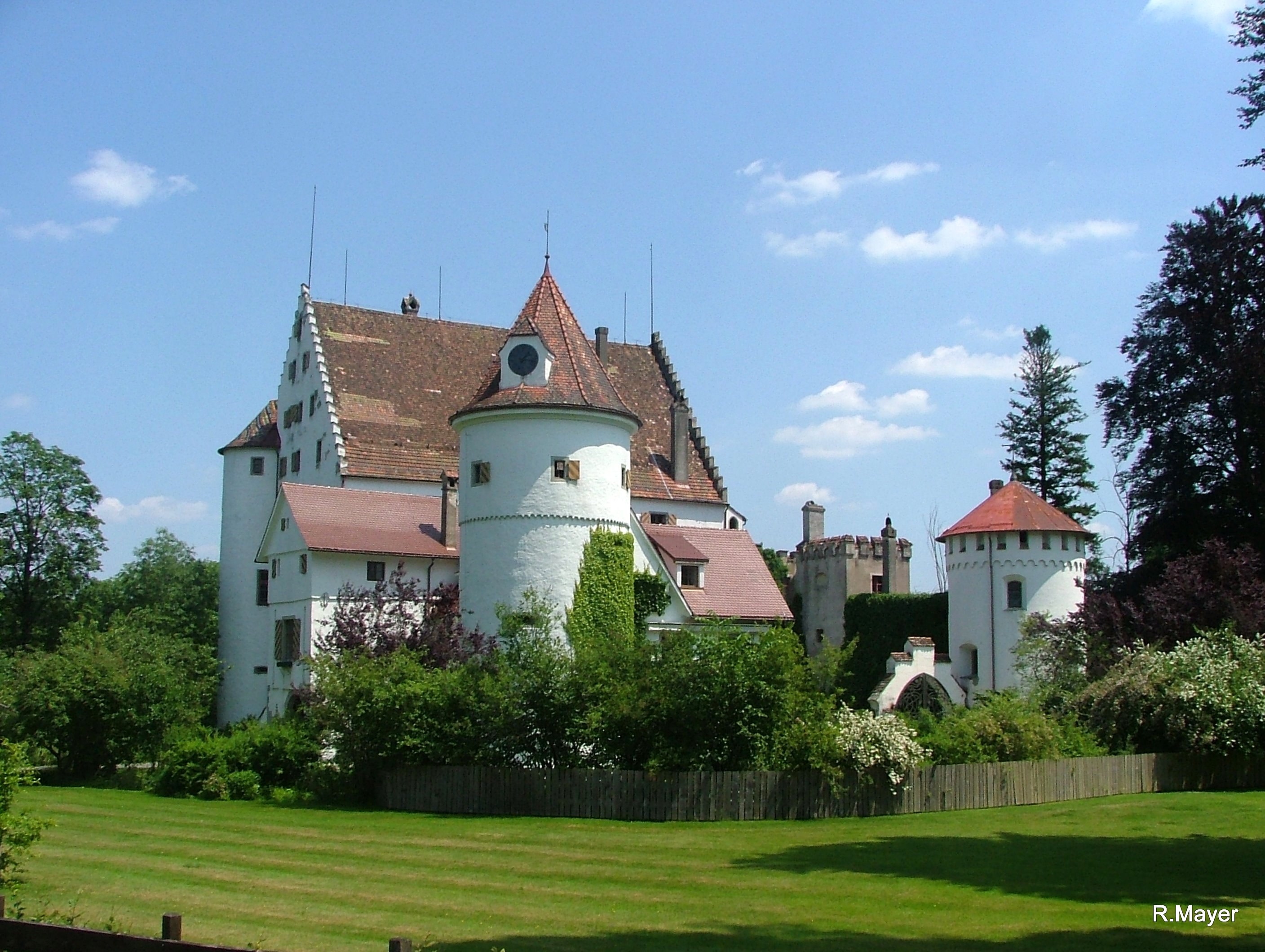
Замок Зюрґенштайн[de]
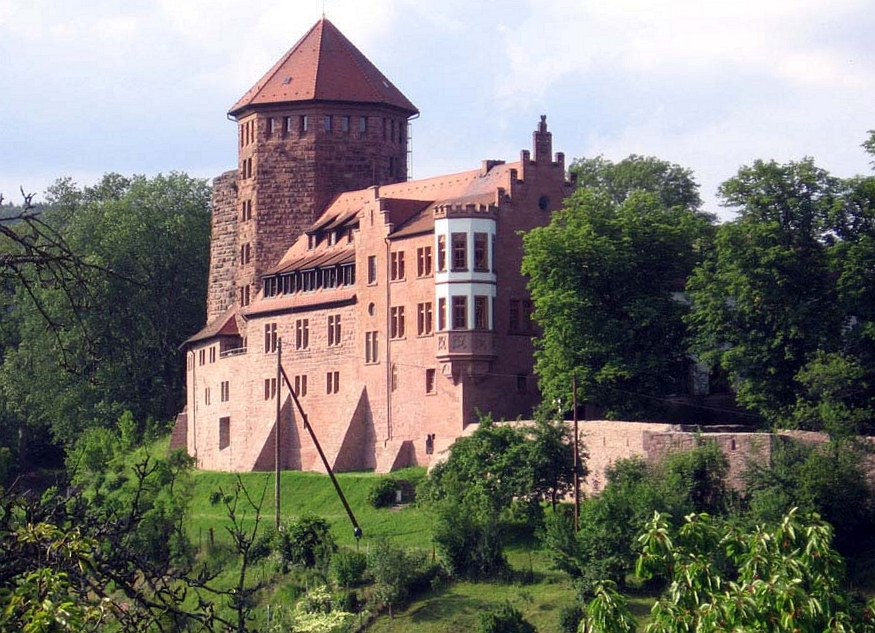
Замок Рінек[en]